# Interregio (Deutschland)

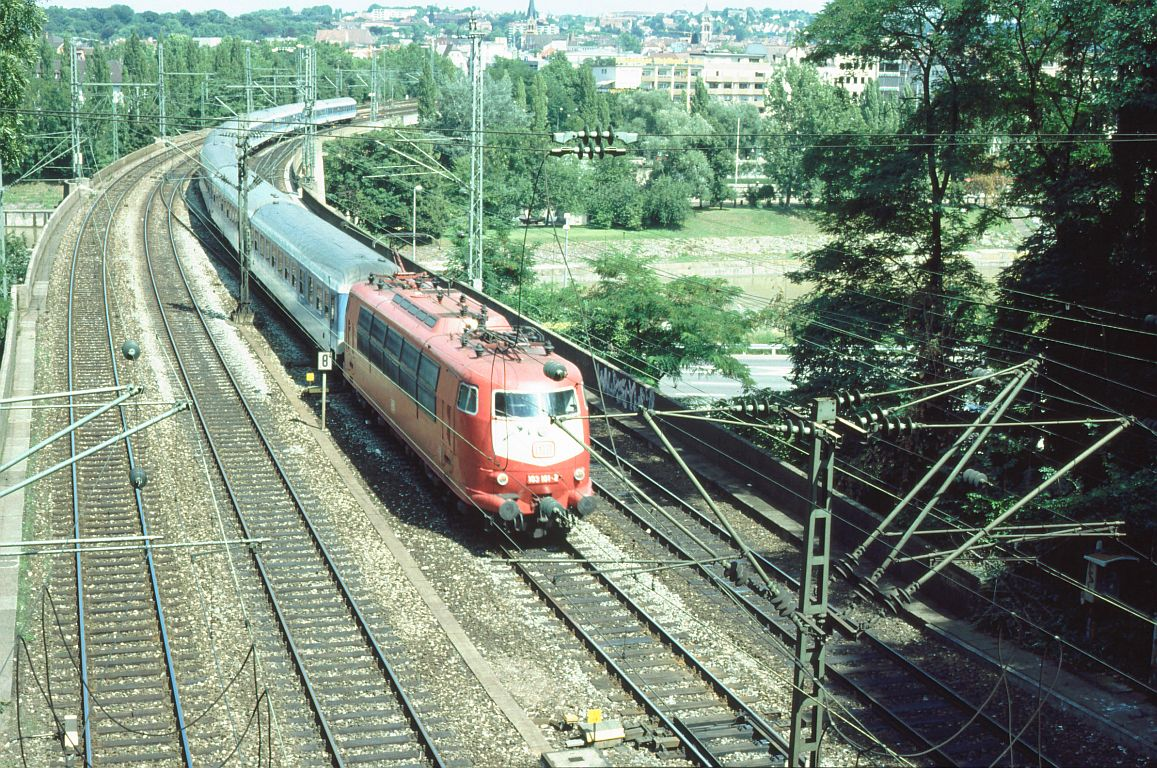
Interregio mit Lok der Baureihe 103 auf der Rosensteinbrücke in Stuttgart (August 1993)

Der Interregio, abgekürzt IR, war eine Zuggattung des Schienenpersonenfernverkehrs, die 1988 von der Deutschen Bundesbahn eingeführt wurde und auf Dauer die damaligen Schnellzüge (D) ablösen sollte, die in individuellen Fahrplanlagen fuhren. Im Kursbuch war das Angebot als überregionaler Zug mit gehobenem Komfort definiert.
Regionen und Mittelstädte sollten mit festen, im Taktfahrplan betriebenen Linien an das Fernverkehrsnetz angebunden werden, unterhalb der zuschlagpflichtigen Netze von Intercity (IC), Eurocity (EC) und, ab 1991, des Intercity-Express (ICE).
Die Zuggattung wurde im Juni 2006 eingestellt, einzelne Bundesländer führten auf Bestellung der jeweiligen Landesregierung (siehe Regionalisierung) ersatzweise den Interregio-Express (IRE) ein.

## Geschichte

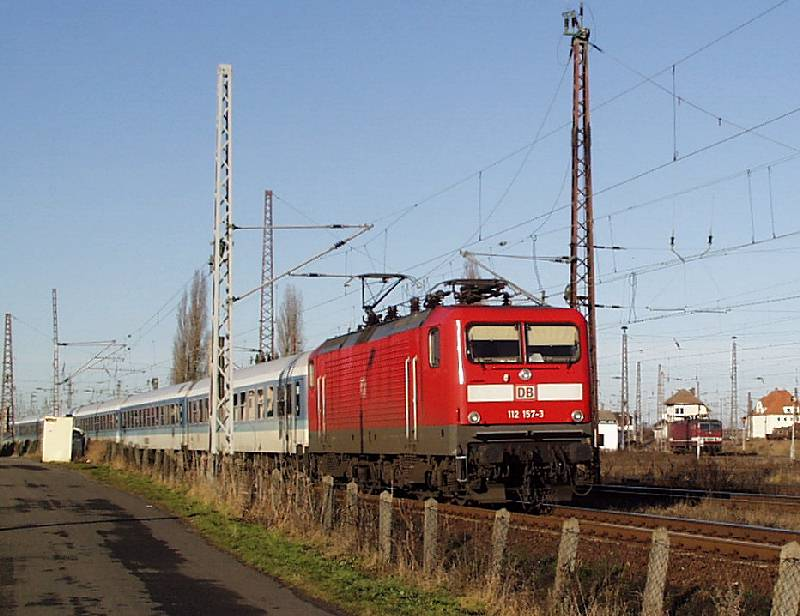
Interregio bei der Anfahrt auf Magdeburg Hbf (2001)

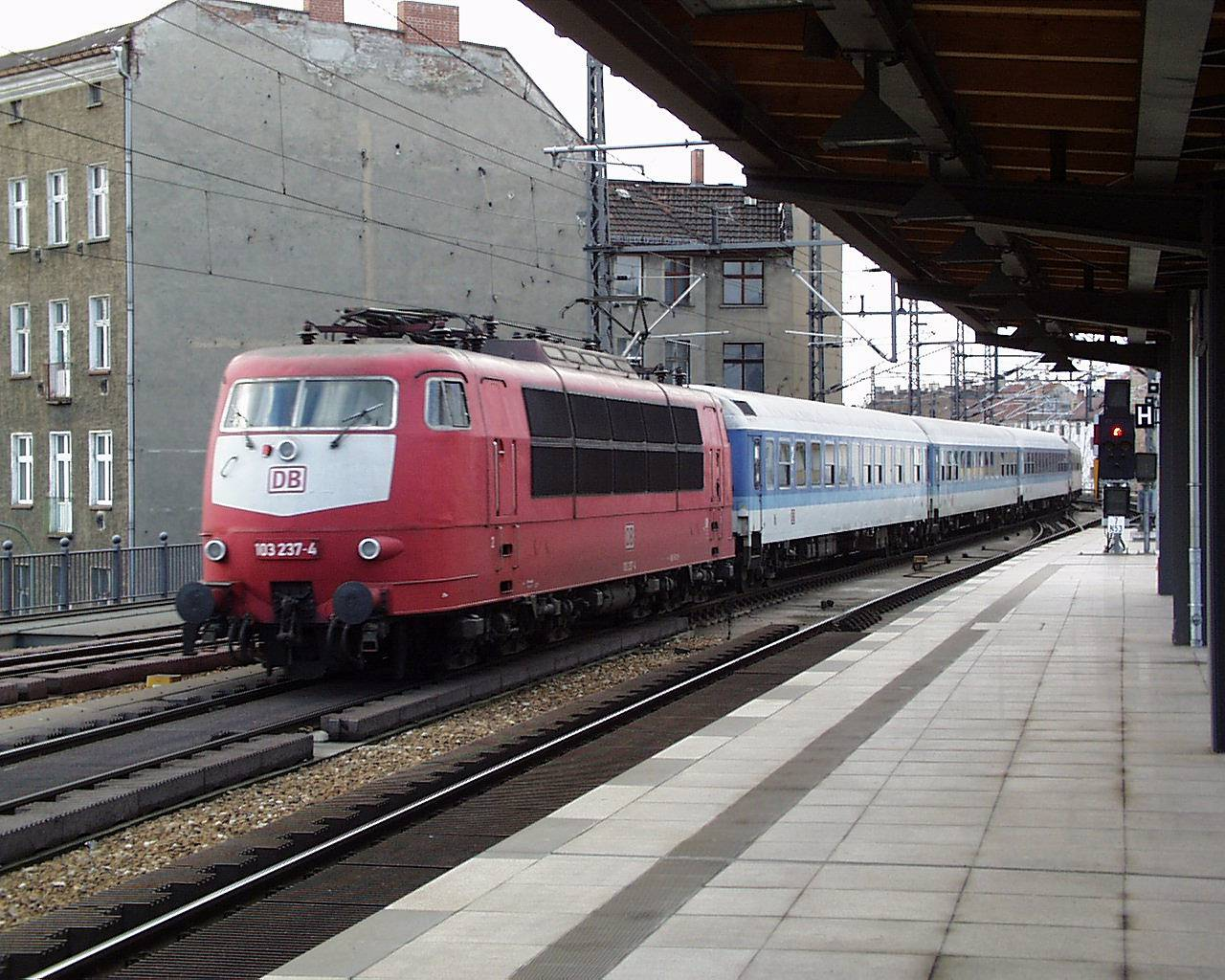
Interregio am Bahnhof Berlin Friedrichstraße (2001)

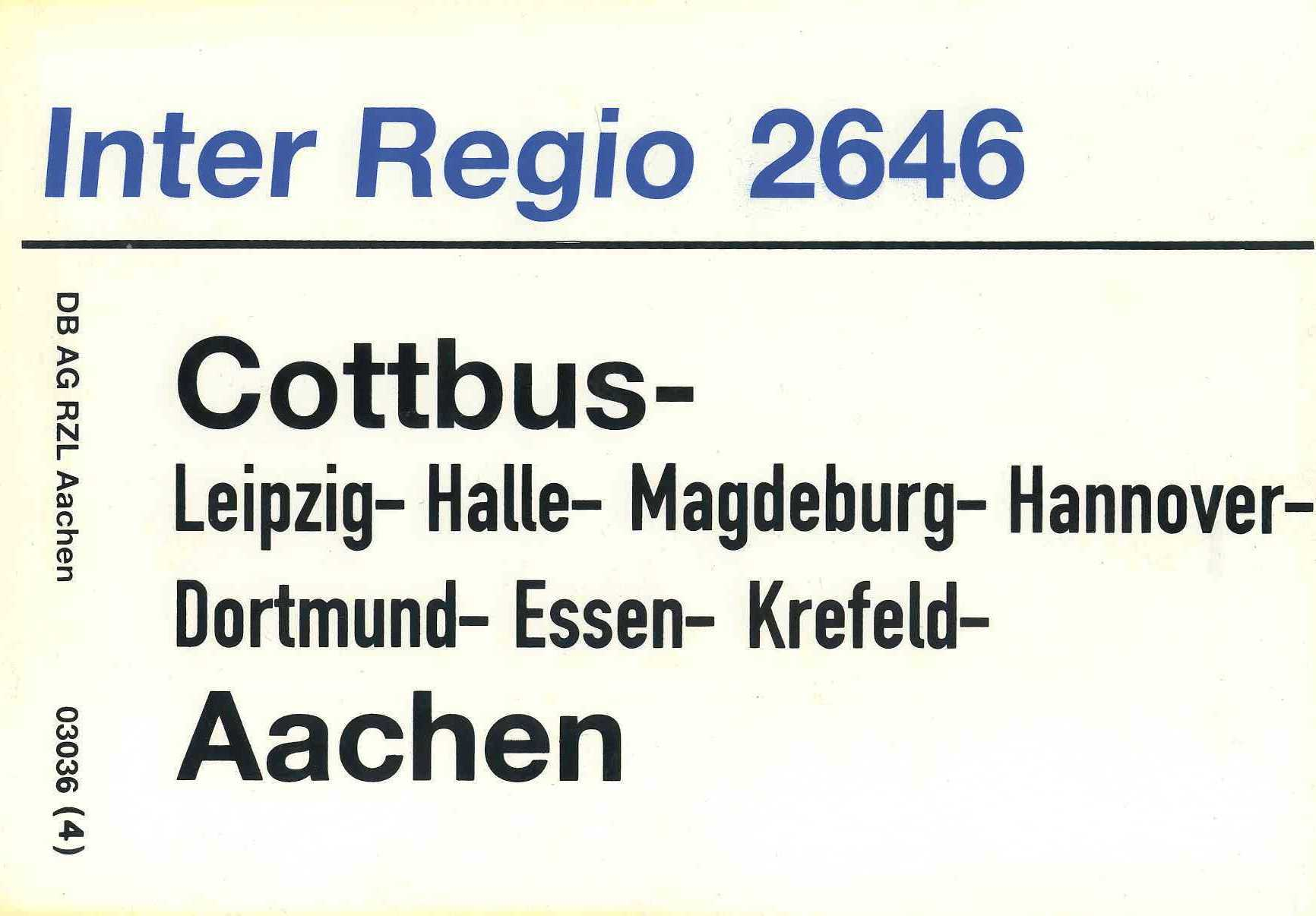
Zuglaufschild des Interregio 2646

### Konzeption
Schon 1973 etablierte die Deutsche Bundesbahn mit dem Schnellzug des Intercity-Ergänzungssystems (DC) eine neue Zuggattung unterhalb des Intercity und oberhalb des klassischen Schnellzugs. Sie wies bereits einige Merkmale des späteren Interregio auf, wie beispielsweise die feste Linienzuordnung samt Verwendung von Liniennummern oder den Verzicht auf Gepäckwagen. Letztlich bewährte sich dieses System jedoch nicht und wurde deshalb 1977 wieder aufgegeben.
Nachdem mit der Entwicklung des Intercity-Netzes in Deutschland das Defizit der Bundesbahn um 250 Millionen DM gesenkt werden konnte, bestand eine Notwendigkeit, den weiterhin bestehenden, hochdefizitären Schnellzugverkehr attraktiver und profitabler zu gestalten. Grundkonzept war es, in Deutschland das Marktsegment zwischen Nah- und Fernverkehr mit vertakteten Zügen zu verbessern sowie Städteverbindungen mit direktem Kontakt in die Nachbarländer anzubieten. Auch wenn die Interregio-Züge auf vielen hochfrequentierten Strecken zwischen Großstädten und in Ballungszentren zum Einsatz kamen, verbanden sie doch in erster Linie Mittelzentren und Urlaubsregionen mit dem bestehenden IC-/ICE-Netz, für die zwar grundsätzlich ein Bedarf an Fernverkehrsverbindungen bestand, aber eine Anbindung an das bestehende IC-Netz nicht rentabel erschien.
Aufgrund der geplanten Ablösung der Schnellzüge trug das Projekt in der Planungsphase den Namen „XD-Zug“. Charakteristisch für die Interregio-Züge sollten der Zweistundentakt, die Verwendung modernisierter Schnellzugwagen, die Bewirtung in einem sogenannten Bistro Café und ein Stationsabstand von 20 bis 50 Kilometern sein. Die Idee war, einen „Zug zum Wohlfühlen“ zu schaffen, für Reisen zwischen 100 und 500 Kilometern Länge, mit einem Schwerpunkt bei durchschnittlichen 150 Kilometern Reiselänge. Im Betrieb zeigte sich, dass diese Züge gerade von Pendlern für deutlich kürzere Strecken benutzt wurden, die die geräumigen Interregios mit ihren aufgelockerten Sitzlandschaften schätzten.
Auf Basis einer Simulation wurde mittels Verkehrsstromverteilung ein wirtschaftlich optimiertes Netz von 18 Linien generiert. Der Fahrplankonstruktion lag dabei eine durchschnittliche Reisegeschwindigkeit von 90 km/h, Haltezeiten von maximal zwei Minuten, ein mindestens zweistündlicher Takt sowie definierte Systemhalte mit einem durchschnittlichen Halteabstand nicht unter 30 Kilometern zu Grunde. Diese Züge sollten nach und nach, mit Ausnahme von internationalen Zügen, die Schnellzüge ablösen.
Das Schnellzugangebot der Deutschen Bundesbahn verlor ab 1979 kontinuierlich an Nachfrage. Die Verkehrsleistung ging zwischen 1979 und 1986 um insgesamt rund ein Viertel zurück und fuhr 1987 ein Defizit von 600 Millionen DM ein. Als Ursache galten unterschiedliche Qualitätseigenschaften. Beispielsweise kam grundverschiedenes Wagenmaterial zum Einsatz, während der durchschnittliche Halteabstand zwischen neun und 51 Kilometern lag. Die Erfahrungen mit dem Intercity-Konzept, das im selben Zeitraum eine Steigerung der Verkehrsleistung von 84 Prozent aufweisen konnte, trugen maßgeblich zur Entscheidung für den Interregio bei.

### Verwirklichung
Die Betriebsaufnahme der ersten IR-Linie erfolgte am 25. September 1988. Die Bundesbahn plante damals, den Schnellzugverkehr schrittweise durch Interregios zu ersetzen. Bis 1992 sollten dazu 962 Schnellzugwagen umgebaut werden. Der Aufbau des Netzes (mit 18 Linien) sollte Mitte der 1990er Jahre abgeschlossen werden.
Die ersten IR-Linien wurden 1988 zwischen Hamburg und Kassel sowie (am 20. Mai 1989) zwischen Kassel und Konstanz eingerichtet. Zur Markteinführung wurde die neue Marke unter dem Slogan „Die neuen Verbindungen im Zweistundentakt“ beworben, in Anlehnung an den Taktfahrplan des Intercity. Auch ein Fernseh-Werbespot wurde, unter dem Motto „InterRegio. Das neue Kapitel des Bahnfahrens.“ ausgestrahlt.
Die Marke Interregio sollte für überregionale Zugangebote mit gehobenem Komfort und vielfältigem Interieur stehen. Bei einer Höchstgeschwindigkeit von weitgehend 160 bzw. 200 km/h und planmäßigen Haltezeiten von höchstens zwei Minuten sollte die Reisegeschwindigkeit im Interregio-System durchschnittlich etwa 20 Prozent über dem Durchschnitt der Schnellzüge liegen, wobei auf 200-km/h-Linien die Werte des Intercity-Systems im Wesentlichen erreicht werden sollten. Bei Liniengeschwindigkeiten zwischen 85 und 117 km/h sollten je Wagenzug und Tag etwa 1000 Kilometer Laufleistung erbracht werden. Gleichzeitig sollten mehr Reisendenkilometer pro Jahr und Fahrzeug sowie eine stärkere Vertaktung des Fern- und Nahverkehrs erreicht werden.
Zusammen mit den sechs bestehenden Intercity-Linien wurden mit den beiden neuen IR-Linien im DB-Fernverkehr täglich 325 Züge auf acht Linien angeboten.
Zum Jahresfahrplan 1991/92 wurden sieben vertaktete IR-Linien eingefügt. Sieben Schnellzuglinien wurden darüber hinaus fahrplantechnisch für eine Umstellung auf IR-Wagenmaterial vorbereitet, das noch nicht in ausreichender Zahl zur Verfügung stand.
Im Fahrplanjahr 1993/94 wurden bereits 12 Linien in IR-Qualität und 13 Schnellzuglinien als IR-Vorläufer betrieben (siehe Linienübersicht). Eingeführt wurden auch Steuerwagen mit Fahrradabteil. Einzelne IR-Züge verkehrten dabei direkt in klassische Urlaubsgebiete, sie lösten die 1993 abgeschafften Fern-Express-Züge (FD) ab.

### Hochphase

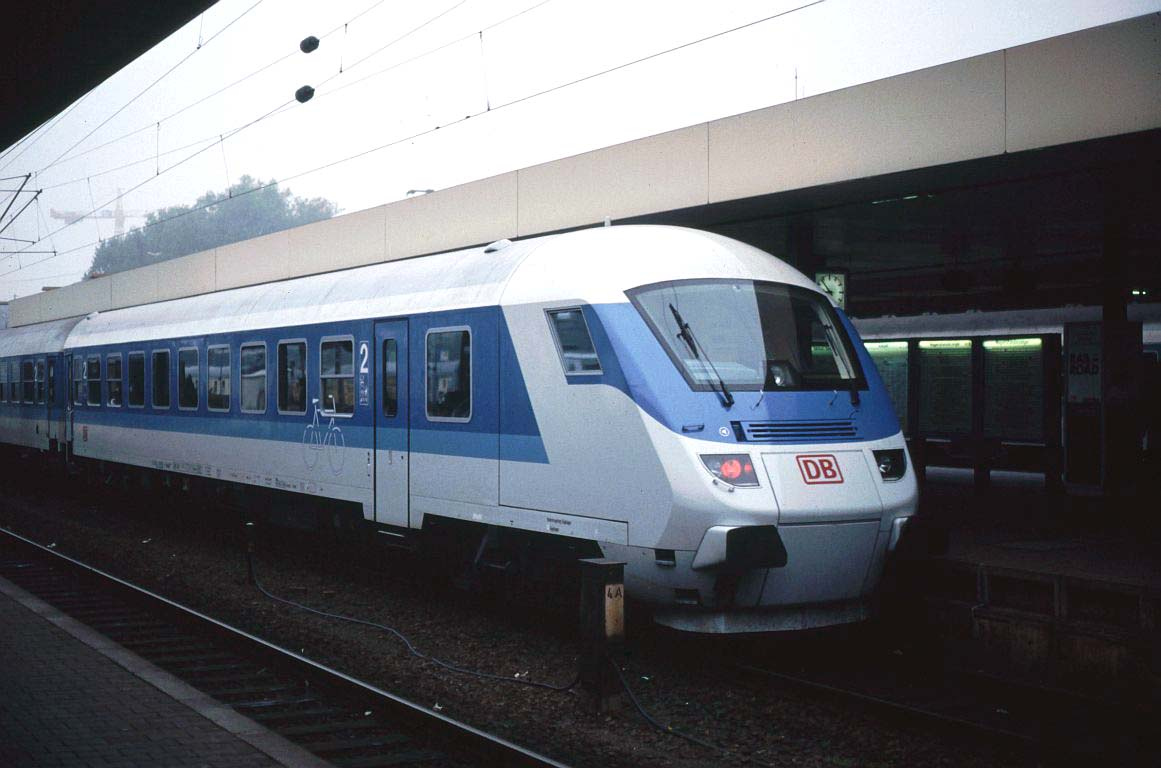
Interregio-Steuerwagen in typischer Farbgebung (1995)

Ab 1990 wurde das Interregio-Netz zunehmend auf das Netz der Deutschen Reichsbahn ausgedehnt, beginnend mit einzelnen Zugpaaren auf der Strecke München–Nürnberg–Leipzig und einer Verlängerung der Linie von Düsseldorf über Bebra bis Weimar. Zudem wurden im Transitverkehr zwischen der Bundesrepublik und West-Berlin ab 27. Mai 1990 auf der Strecke Köln–Berlin erste IR-Züge mit entsprechenden Wagen eingesetzt, nachdem DB und DR ein Jahr zuvor dafür 200 km/h schnelle Schnellzüge eingeführt hatten.
Zunehmend wurden einzelne IR-Züge über den regulären Endpunkt der jeweiligen Linie hinaus verlängert oder auch Linien verbunden, meist in die Urlaubsregionen oder ins Ausland, aber auch die Verbindung Konstanz–Göttingen–Flensburg wurde als durchgehender Zug angeboten. IR-Züge kamen so zeitweilig nach Luxemburg, Innsbruck, Amsterdam, Padborg oder Olsztyn.
Ab 1991 waren fast alle Schnellzüge auf linienmäßig und im Takt fahrende IR-Züge oder auf IR-Vorläufer umgestellt, die noch als Schnellzug mit nichtmodernisierten Schnellzugwagen betrieben wurden (siehe Linienübersicht). Erst 1994 wurde die Umstellung auf IR-Verkehr komplett abgeschlossen. Trotzdem blieben einige Verbindungen als Schnellzüge erhalten, besonders im Militärreiseverkehr.
1992 erzielte die Deutsche Bundesbahn mit den Interregio Erlöse von 420 Millionen DM, im Jahr darauf waren es 744 Millionen DM. Zum Fahrplanwechsel im Mai 1995 entfiel für Zeitkarteninhaber (außerhalb von Verkehrsverbünden) die Zuschlagpflicht für die Interregio. In der Blütezeit bedienten die Interregio rund 320 Systemhalte (gegenüber rund 80 im IC/ICE-Verkehr).

### Probleme und Ende
1996 überlegte die Deutsche Bahn erstmals, rentable IR-Linien in IC-Linien umzuwandeln und unwirtschaftliche Verbindungen zu streichen bzw. in (von den Ländern finanzierte) Regionalverkehre umzuwandeln. Zum Teil fuhren auch die IR-Züge ab 1996 in Konkurrenz mit von den Ländern bestellten (und bezahlten) Regionalexpress-Zügen. Als eine weitere wesentliche Ursache galt das absehbare Ende der wirtschaftlichen Nutzungszeit der modernisierten Wagen. Darüber hinaus ließen viele Strecken keine attraktiven Reisezeiten zu und litten spätestens ab Mitte der 1990er Jahre unter abnehmenden Fahrgastzahlen. Die durchschnittliche Auslastung der Interregios lag beispielsweise 1992 bei nur 44 Prozent. Während in Ballungsräumen die Züge überbelegt waren, fuhren sie auf Randstrecken fast leer.
Im Juli 1998 wurden Pläne der DB bekannt, bis Mai 1999 in zwei Stufen rund die Hälfte der Interregio-Züge zu streichen. Als Grund führte das Unternehmen mangelnde Nachfrage an. Auf öffentlichen Druck wurden die Planungen teilweise zurückgenommen. Zum Fahrplanwechsel am 30. Mai 1999 entfielen 30 Interregio-Züge, darunter die komplette Linie zwischen Aachen und Berlin. Kritiker sahen darin einen Versuch der Deutschen Bahn, die Auslastung ihrer IC- und ICE-Züge zu steigern.
Im Jahr 2000 ging die Beförderungsleistung von Interregios und Schnellzügen im Jahresvergleich angebotsbedingt um 0,3 auf 7,8 Milliarden Personenkilometer zurück.
Im Herbst 2000 kündigte die Deutsche Bahn an, im Zuge des Marktorientierten Angebots (MORA) zum Fahrplanwechsel im Juni 2001 das Interregio-Zugangebot der Nachfrage anzupassen. Damit sollte die Wirtschaftlichkeit des Personenverkehrs langfristig gesichert werden. Die Interregio-Linien 15A sowie die Linien Würzburg–Erfurt und Hof–Regensburg–München sollten entfallen. Das Angebot sollte unter anderem auf den Linien 12, 14, 15, 19, 21, 22, 27, 28, 34, 36, 39 reduziert werden. Neu aufgenommen wurde ein IR-Zugpaar zwischen Hamburg und Berlin (über Uelzen und Stendal).
Das Land Niedersachsen konnte den Erhalt zweier Zugpaare der Relation Berlin/Leipzig–Hannover–Oldenburg–Norddeich Mole durchsetzen. Als Ersatz für die entfallenen Interregio-Züge zwischen Bremen und Cuxhaven richtete die DB als Pilotprojekt eine Autobahn-Schnellbuslinie ein.
Das Land Baden-Württemberg konnte die DB überzeugen, bis zum Fahrplanwechsel Ende 2002 entsprechende Regionalzüge als Ersatz auf eigene Rechnung anzubieten. Das Land zahlte dabei einen Zuschuss von 29,5 Millionen DM, um 170 Nahverkehrswagen zu modernisieren. Die Länder Rheinland-Pfalz und Saarland kamen wenig später zu einer ähnlichen Einigung.
Die IR-Linie zwischen Magdeburg und Berlin blieb nach Verhandlungen von DB und dem Land Sachsen-Anhalt zunächst erhalten, das Land leistete für sechs der sieben Zugpaare einen teilweisen Verlustausgleich, der nach DB-Berechnungen acht Millionen DM jährlich ausmachen sollte. Zahlreiche weitere Interregio-Züge, beispielsweise zwischen Berlin und Rostock, wurden durch Regionalexpress-Züge auf Kosten der betroffenen Bundesländer ersetzt.
Auf Initiative des Landes Hessen planten die Bundesländer entlang der IR-Linie zwischen Aachen und Chemnitz, den Interregio-Verkehr international auszuschreiben. Mitte Juni 2001 entfiel ebenfalls der Ast Regensburg–Hof der IR-Linie 25.
Bundesweit entfielen zu diesem Fahrplanwechsel täglich 13 000 Interregio-Zugkilometer; etwa 5000 davon wurden durch Nahverkehrsangebote ersetzt.
Laut Aussagen der DB von Mitte 2001 habe der Interregio ein jährliches Defizit von 300 Millionen DM eingefahren. Das Unternehmen wollte sich demnach bis 2004 aus dem Verkehr zurückziehen. Connex hatte Mitte 2001 angeboten, mit dem InterConnex einen Nachfolger für den Interregio zu etablieren. Mit einer Anschubfinanzierung durch Bund und Länder sowie einer geeigneten Marketingstrategie sei eine Neupositionierung möglich. Um das Angebot zum Fahrplanwechsel am 15. Dezember 2002 aufnehmen zu können, sei eine Übernahme der notwendigen Fahrzeuge und Mitarbeiter von der DB erforderlich gewesen. Die DB AG wies das Angebot zurück. Zum 1. März 2002 startete mit dem InterConnex ein erstes privatwirtschaftliches Fernzugpaar in Deutschland.
Im Frühjahr 2002 kündigte die Deutsche Bahn an, möglichst noch zum folgenden Fahrplanwechsel neun Interregio-Linien einzustellen (Linien 12, 15, 21, 22, 23, 25, 27a, 34, 36) und acht weitere durch IC- bzw. ICE-Linien zu ersetzen (Linien 11, 14, 16, 19, 20, 26, 27, 28, 29, 39). Die zu diesem Fahrplanwechsel entfallenen acht täglichen Interregio-Zugpaare zwischen Hamburg und Flensburg wurden durch sieben Regionalzüge (betrieben durch die Nordfriesischen Verkehrsbetriebe), je ein Eurocity-Zugpaar Prag–Aarhus bzw. Hamburg–Aarhus, ein Euronight-Zugpaar München–Kopenhagen sowie einen nur freitags verkehrenden IR Flensburg–Chemnitz ersetzt. Die Mehrkosten für das Land hätten sich auf 2,7 Millionen Euro belaufen; durch die Vergabe der Regionalverkehrsleistungen an einen privaten Anbieter seien gegenüber dem entsprechenden DB-Angebot jedoch 1,5 Millionen Euro eingespart worden.
Das Land Bayern bestellte für die Linie München–Regensburg–Hof dabei einen Regionalzug-Verkehr bei der Deutschen Bahn. Für das auf 1,7 Millionen Zugkilometer pro Jahr ausgeweitete Angebot habe die DB mit 5,5 Millionen Euro das beste Angebot gemacht. Zum Fahrplanwechsel am 15. Dezember 2002 wurde der Interregio-Verkehr fast vollständig eingestellt. Zum gleichen Stichtag wurde auch das fernblau-pastellblaue Außendesign der Züge aufgegeben.
Bedingt durch die Abgabe diverser Linien an den Intercity-Express-Verkehr waren bei den Intercity-Zügen Kapazitäten frei geworden, auch hatten sich durch das Regionalisierungsgesetz die rechtlichen Rahmenbedingungen verändert. Die meisten der rentablen Streckenabschnitte des IR-Verkehrs wurden in IC-Linien umgewandelt, nicht rentable Strecken eingestellt bzw. in – von den Ländern zu bestellende und zu bezahlende – Nahverkehrslinien umgewandelt. In Anbetracht des Umstandes, dass IR-Züge in einigen Verkehrsverbünden (z. B. im Rhein-Main-Verkehrsverbund) mit Verbundfahrscheinen nutzbar gewesen waren, brachte dies für Pendler Verschlechterungen. Die Deutsche Bahn erzielte Mehreinnahmen, soweit diese Pendler dann Fahrscheine des Schienenpersonenfernverkehrs kauften, was von den Verbünden durch attraktive Übergangsfahrscheine flankiert wurde.
Der letzte Interregio, welcher als so genannter Tagesrandzug zwischen Berlin und Chemnitz verkehrte, wurde zum Fahrplanwechsel Ende Mai 2006 eingestellt. Die letzte planmäßige Leistung war der IR 2282 am 27. Mai 2006, der von Chemnitz nach Berlin-Schönefeld fuhr und mit der 101 136 bespannt war. Ab Schönefeld fuhr der Ersatzzug IR 2800 mit dem ICE-Tz 1171 bis zur planmäßigen Endstation Berlin Zoologischer Garten.

## Liste der IR- und Schnellzug-Takt-Linien Stand 2. Juni 1991 (DB)/1. Juni 1992 (DR)
| IR- Linie | Linienverlauf                                                                                         | als IR ab   | Umwandlung oder Einstellung ab          | Bemerkungen |
| --- | --- | ----------- | --------------------------------------- | --- |
| 11 | (Norddeich–)Münster–Oberhausen–Köln–Koblenz–Trier(–Saarbrücken/Luxemburg)                             | 1994        | 15. Dezember 2002                       | heute IC 35 Norddeich–Koblenz, KO–Saarbrücken/Luxemburg ohne Fernverkehr außer IC 37 Düsseldorf–Luxemburg, ab KO tariflich NV |
| 12 | (Flensburg–)Hamburg–Göttingen(–Fulda)                                                                 | 1988        | 15. Dezember 2002                       | heute ICE 26 Hamburg–Göttingen |
| 14 | Oldenburg–Bremen–Hannover–Hildesheim                                                                  | 1993        | 9. Juni 2001                            | heute IC 56 Emden–Leipzig |
| 16 | (Braunschweig–/Berlin–Stendal–Wolfsburg–)Hannover–Osnabrück (–Münster)–Bad Bentheim–Hengelo–Amsterdam | 1994        | 15. Dezember 2002                       | heute IC 77 Berlin–Amsterdam |
| 17 | Köln–Essen(/Norddeich)–Hannover–(Bad Harzburg/)Wolfsburg–Magdeburg–Leipzig(–Dresden)                  | 1992        | 15. Dezember 2002                       | heute IC 55 Köln–Leipzig über Wuppertal und Braunschweig statt Essen und Wolfsburg |
| 19 | Kassel–Gießen–Frankfurt/Main–Darmstadt–Heidelberg–Karlsruhe–Offenburg–Konstanz                        | 1989        | 15. Dezember 2002                       | heute ICE 26 Hamburg–Kassel–Karlsruhe |
| 20 | Aachen–Krefeld–Duisburg–Essen–Hamm (Westf)–Kassel(–Bebra–Fulda)/(–Erfurt–Weimar)                      | 1992        | 15. Dezember 2002                       | heute IC 51 Duisburg–Bebra–Stralsund, Mönchengladbach–Krefeld–Duisburg Fernverkehr zum Wochenende + 1 IC Mo.–Fr. sowie ICE 10 und 14 |
| 21 | Würzburg–Ansbach–Ingolstadt–München                                                                   | 1994        | 15. Dezember 2002                       | Als IC 66 alle 4 Stunden, ab 2006 Einstellung durch Ausweitung von ICE 41 |
| 22 | (Norddeich–)Münster–Hamm–Hagen–Siegen–Gießen–Frankfurt/Main                                           | 1993        | 15. Dezember 2002 eingestellt           | heute Norddeich–Münster IC 35, Münster/Dortmund–Frankfurt seit Dez. 2021 IC 34 (mit Umfahrung von Gießen) |
| 22B | (Frankfurt/M–)Würzburg–Bamberg–Hof                                                                    | nie*        |                                         | nur bis 22. Mai 1993; danach Bedienung durch Eilzug und RegionalExpress |
| 23 | Norddeich–Emden–Rheine–Münster–Oberhausen–Köln–Koblenz–Mainz–Darmstadt–Heidelberg                     | 1994        | 15. Dezember 2002                       | heute IC 35 Norddeich–Koblenz, Fernverkehr Koblenz–Heidelberg nur noch über Mannheim statt Darmstadt |
| 25 | (Berlin–Dresden–/Görlitz–Leipzig–)Hof–Regensburg–München(–Oberstdorf)                                 | 1993        | 2001 eingestellt                        | Auf den Linien Hof/Prag–Regensburg–München–Oberstdorf/Lindau Regionalverkehr durch den alex, auf Berlin–Dresden IC 27, auf Dresden–Hof RE3 vorher Franken-Sachsen-Express                                                                              |
| 26 | (Trier–)Saarbrücken–Mannheim–Stuttgart–Ulm–Lindau(–Feldkirch–Bludenz–Landeck)                         | 1991 (1990) | 15. Dezember 2002 eingestellt           | 1990 mit Lauf Saarbrücken–Stuttgart(–Ulm), heute IC 50 Saarbrücken–Mannheim und ein Zugpaar Stuttgart–Lindau–Landeck |
| 27 | Karlsruhe–Bruchsal–Stuttgart–Aalen–Nürnberg(–Coburg)                                                  | 1991        | 15. Dezember 2002                       | heute IC 61 (Basel–)Karlsruhe–Pforzheim–Stuttgart–Aalen–Nürnberg(–Passau) |
| 28 | Karlsruhe–Pforzheim–Stuttgart–München–Salzburg                                                        | 1991        | 15. Dezember 2002 eingestellt           | heute IC 61 Karlsruhe–Stuttgart und IC-Linie 62 Stuttgart–Salzburg |
| 29 | (Trier–)Saarbrücken–Mannheim–Frankfurt/Main                                                           | nie*        |                                         | früher ergänzten drei Schnellzugpaare die IC/EC Dresden–Leipzig–Frankfurt/Main–Saarbrücken–Paris zum Zweistundentakt; heute ICE/TGV-Linie 45 Saarbrücken–Frankfurt und ICE 50 Frankfurt–Dresden (ICE-T)                                                |
| 31 | Frankfurt (Oder)–Berlin–Magdeburg–Halberstadt                                                         | nie*        |                                         | nur bis 1994, heute RE 1 |
| 34 | Berlin–Chemnitz                                                                                       | 1992        | seit 28. Mai 2006 eingestellt           | von 1993 bis 1996 ab Schwerin, von 1996 bis 2002 ab Rostock, ab 15. Dezember 2002 als IR 14 Berlin–Chemnitz, heute in mehrere RE-Linien aufgespalten                                                                                                   |
| 36 | Berlin–Halle–Erfurt–Eisenach–Frankfurt (Main)                                                         | 1993        | 15. Dezember 2002 Ende 2003 eingestellt | erst ab 1992; ab 1993 Stralsund–Frankfurt/Main; von 2002 bis 2003 als IC 15 mit gleichem Laufweg; heute in ICE 15 (Stralsund–Berlin–Halle (Saale)–Erfurt–Frankfurt (Main)) und ICE 50 (Erfurt–Eisenach–Frankfurt (Main)) in das Liniennetz integriert. |
| 37 | Frankfurt (Oder)–Cottbus–Leipzig–Erfurt–Kassel                                                        | nie*        |                                         | später eingestellt |
| *„nie“ bedeutet, dass diese Linie während ihres Bestehens nicht auf IR-Wagen umgerüstet wurde oder als IR verkehrte | |             |                                         | |

Während der Expo 2000, zwischen Juni und Oktober 2000, wurde die Interregio-Linie Flensburg–Hamburg–Hannover bis Kassel verlängert.

### Anzahl der Interregio-Zugfahrten
| Fahrplanjahr                                               | Anzahl | Fahrplanjahr | Anzahl | Fahrplanjahr | Anzahl |
| ---------------------------------------------------------- | ------ | ------------ | ------ | ------------ | ------ |
| 1988                                                       | 11     | 1994         | 380    | 2000         | 466    |
| 1989                                                       | 47     | 1995         | 502    | 2002         | 382    |
| 1990                                                       | 76     | 1996         | 564    | 2003         | 13     |
| 1991                                                       | 130    | 1997         | 484    | 2004         | 12     |
| 1992                                                       | 147    | 1998         | 521    | 2005         | 8      |
| 1993                                                       | 234    | 1999         | 428    | 2006         | 9      |
| Anmerkung: Nicht alle angegebenen Züge verkehrten täglich. |        |              |        |              |        |

### InterRegio-Bus

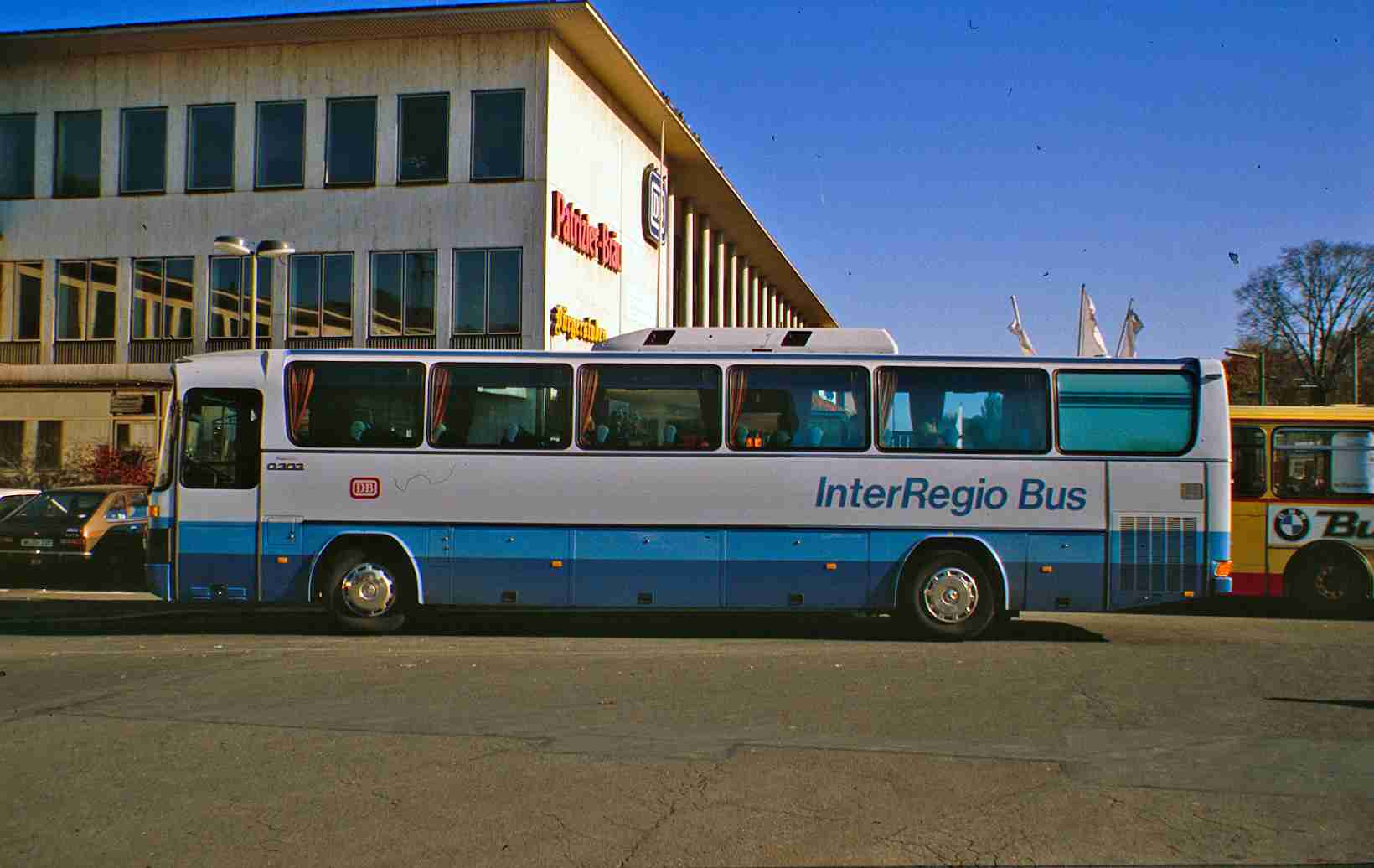
InterRegio-Bus in Würzburg 1988

Mit Ausnahme von Bergisch Gladbach, Heilbronn, Moers, Paderborn und Remscheid waren Ende der 1980er Jahre sämtliche Großstädte der Bundesrepublik Deutschland durch ein Netz getakteter Fernzüge verbunden. Zwischen dem 30. Mai 1988 und dem Sommer 1990 verkehrten zwischen Heilbronn und Würzburg (achtmal täglich im Zweistundentakt, alternierend zu den Eilzügen auf dieser Strecke) beziehungsweise ab 1989 auch zwischen Heilbronn und Mannheim (zweimal täglich in Tagesrandlage) InterRegio-Busse über die Autobahn, um am Ziel Anschlüsse an das IC-Netz zu schaffen. Die Fahrten wurden vom Geschäftsbereich Bahnbus Stuttgart durchgeführt, im Bahnbuskursbuch waren sie unter der Tabellennummer 1059 aufgeführt. Diese war zugleich als Liniennummer an den Fahrzeugen angeschrieben.
Die beiden klimatisierten Busse des Typs Mercedes-Benz O 303-15 RHS hatten – wie die Züge – die fernblau/pastellblau/lichtgraue Interregio-Farbgebung, wobei der dunkle Bereich bei den Bussen abweichend unten angeordnet war. Die Fahrzeuge besaßen zwei Klassen, im vorderen Bereich befand sich die erste Klasse mit dunklen Ledersesseln, hinten die zweite Klasse mit Stoffsitzen. Die Fahrten wurden von einer Hostess begleitet, die auch Snacks und Getränke am Platz servierte. Für die Fahrgäste stand bereits ein Autotelefon zur Verfügung, ebenso eine Toilette und ein Waschraum. Bei geringer Verspätung des Busses nahm der Fahrer Kontakt mit der Zugleitstelle in Würzburg auf und der Fernzug wartete erforderlichenfalls. Ferner waren die Busverbindungen auch in den IC-Kurierdienst integriert.
In Norddeutschland verkehrten zeitweise InterRegio-Busse von Bremen nach Cuxhaven.

## Wagenpark des Interregios

### Äußeres Erscheinungsbild und Wagenausstattung

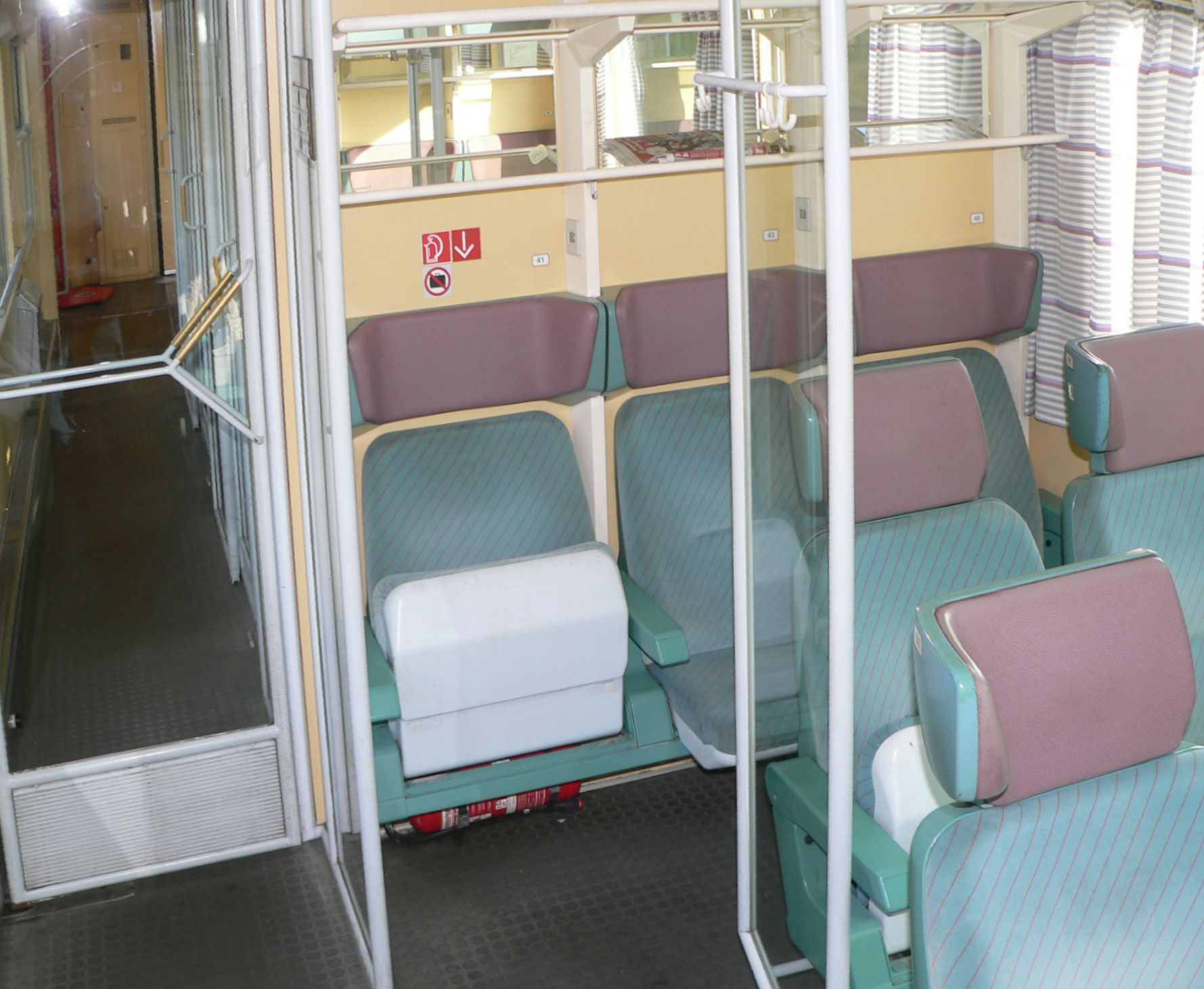
Innenaufnahme des Großraumbereichs eines Interregio-Wagens der 2. Klasse

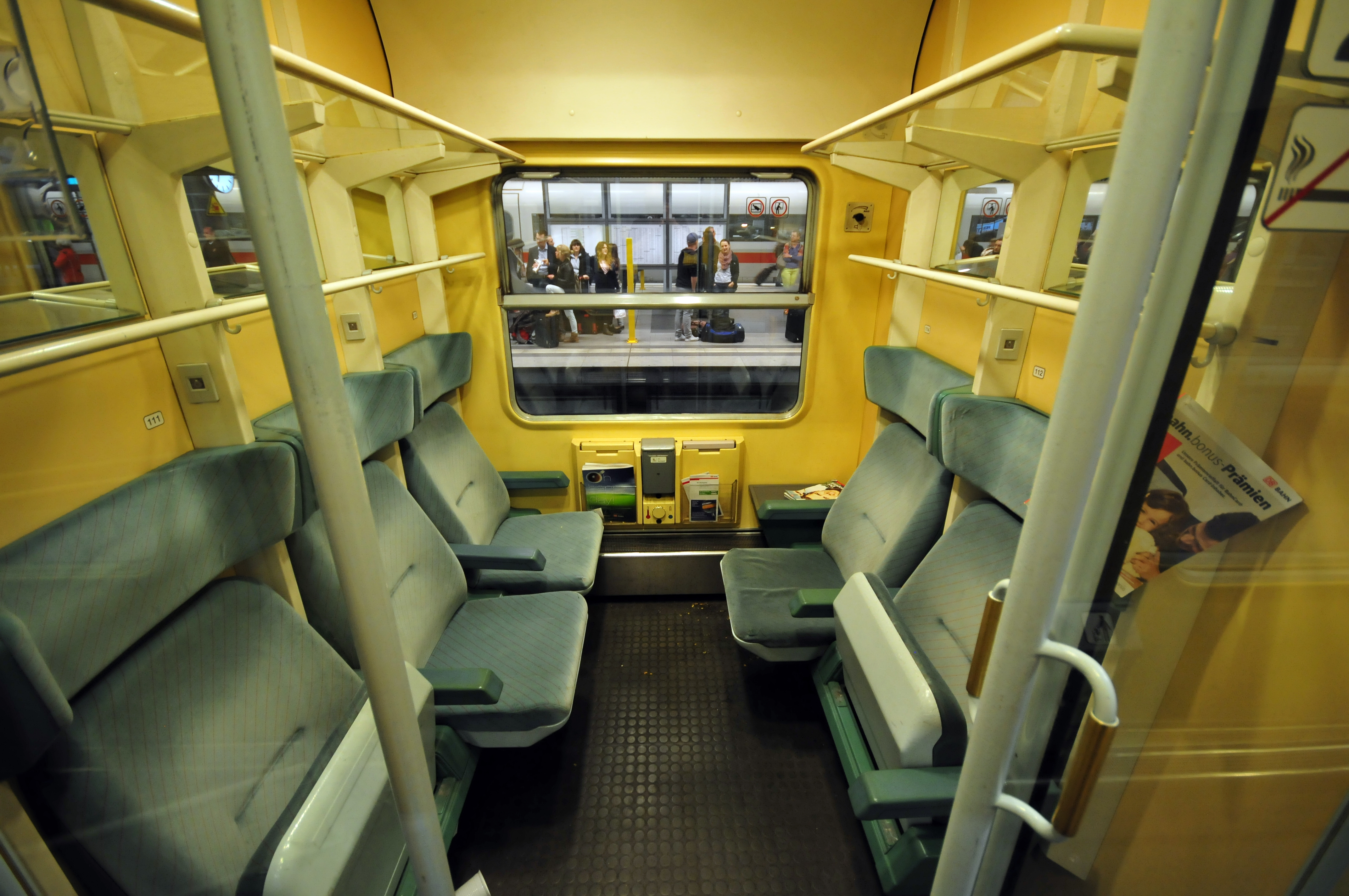
Abteil in einem Interregio-Wagen der 2. Klasse

Um ein entsprechendes Design und Erscheinungsbild zu finden, wurde von Karl-Dieter Bodack vom DB-Design-Zentrum in München ein Wettbewerb zwischen verschiedenen Designern ausgeschrieben. Gewinner wurde Jens Peters mit dem Team BPR aus Stuttgart. Die gesamten Farbkonzepte waren von den Designern Fritz Fuchs und Uwe Janke.
Von außen war der Interregio durch seine Lackierung gemäß den 1986 vorgestellten Produktfarben der Deutschen Bundesbahn zu erkennen. Hierbei war das Fensterband fernblau (RAL 5023) gehalten, ergänzt um einen dünneren, 26 Zentimeter breiten Zierstreifen in pastellblau (RAL 5024). Der Bereich unter dem Fensterband war lichtgrau (RAL 7035). Dieses Farbkonzept fand darüber hinaus aber auch für Fern-Express-Züge, Nachtzüge und Gesellschaftswagen Verwendung.
Weitere Markenzeichen der Züge waren in der ersten und zweiten Klasse die kombinierten Großraum- und Abteilwagen mit Innenraumfarben dem damaligen Zeitgeschmack entsprechend in Pastelltönen, wie beispielsweise rosarot oder mintgrün, die Raumteiler und Wellendecke folgten organischer Architektur. Des Weiteren wurde auf einen breiten Seitengang zum Gehen während der Reise geachtet. Die Grundidee bei der Wagengestaltung war die freie Entscheidungsmöglichkeit des Reisenden für Großraum- oder Abteilsitzplätze. Der Großteil der Interregio-Züge führte ein Bistro Café. Auf einzelnen Linien und Zügen wurde stattdessen eine Minibar angeboten. Ferner gab es bei den Fünfer-Sitzgruppen noch einen erhöhten Kindersitz am Fenster.
Die Heizung der IR-Wagen war eine Flüssigkeitsheizung, die den bei gewöhnlichen Wagenheizungen auftretenden Geruch nach verbranntem Staub verhinderte. Bis auf die Bistro Café-Wagen waren die Fahrzeuge nicht klimatisiert. Dieses Problem war Karl-Dieter Bodack bewusst, weshalb er sich mit einer Ausrüstung aller Wagen mit einer kostengünstigen Klimaanlage aus dem Reisebus-Bereich auseinandersetzte, die sich jedoch nicht durchsetzen konnte. Als Ende der 1990er Jahre im Nahverkehr verstärkt neugebaute Doppelstockwagen mit Klimaanlage eingesetzt wurden, sank die Attraktivität der Interregios besonders an warmen Sommertagen gegenüber klimatisierten Zügen.
In den meisten Interregio-Wagen waren Schließfächer für Gepäck und Wertsachen vorhanden.
Ab dem Jahr 1992 wurden die Interregio-Züge mit Reisezugwagen, die über ein Fahrradabteil verfügten, ausgerüstet (Bauart Bimd(z)). In Halterungen, die speziell hierfür entwickelt wurden, konnten bis zu acht, bei Reisegruppen bis zu 13, Fahrräder transportiert werden. Ab 1995 kam auf einigen Linien (zunächst Karlsruhe–Salzburg, Lindau–Saarbrücken, Münster–Frankfurt/M.) ein größeres Abteil für Fahrräder und Sperrgepäck hinzu, welches sich in den neu angeschafften Steuerwagen hinter dem Führerstand befand.
Die Klapptischchen im Großraumbereich wurden mit Magneten in ihrer oberen Position gehalten. Da diese Magnete nicht in der Lehne, sondern an den beiden vorderen Ecken der Tischfläche verbaut waren, konnten magnetische Datenträger dort abgelegter Gegenstände (z. B. Festplatten von Laptops und Kreditkarten) gefährdet sein.

### Produktion durch Umbau

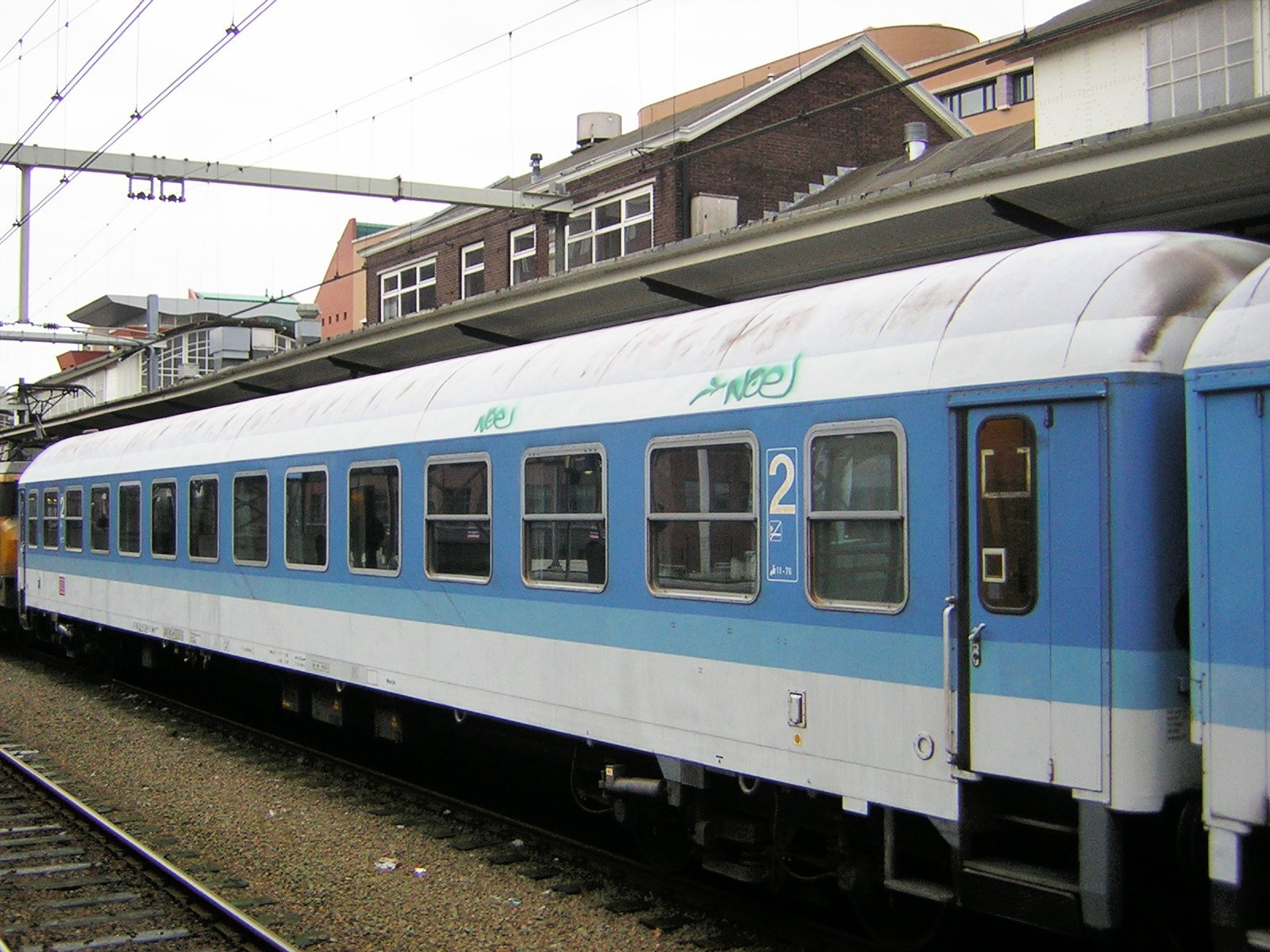
Interregio-Wagen der 2. Klasse (Bimz), umgebaut aus Schnellzugwagen der Deutschen Bundesbahn

Die gesamte Entwicklung der Interregio-Züge stellte eine Besonderheit innerhalb des Fahrzeugbaus in Deutschland dar. Um Kosten zu sparen, wurden für den Interregio ehemalige Schnellzugwagen der Baujahre 1968 bis 1979 umgebaut, da sie für den Intercity- und Schnellzugverkehr nicht mehr zeitgerecht erschienen. Das Interieur im Stil der 1950er bis 1970er Jahre wurde ausgebaut, um einer neu entwickelten Raumaufteilung zu weichen.
Der Umbau im ehemaligen Ausbesserungswerk Weiden/Oberpfalz geschah nicht durch herkömmliche Fließbandproduktion, sondern in Gruppenarbeit in so genannten „Meistereien“. Eine Gruppe von verschiedenen Facharbeitern bildete eine Meisterei. Sie waren für den kompletten Umbau eines Wagens vom ersten bis zum letzten Arbeitsschritt zuständig. Als Vorteil dieser Produktionsweise wurde eine menschlichere Arbeitsweise mit mehr Eigenverantwortung und Kreativität gesehen, daher wurde das System in der Fachwelt und in Wirtschaftskreisen aufmerksam beobachtet, da eine solche Arbeitsweise bei industriellen Großproduktionen nicht üblich war.
Ein erster Prototyp entstand bereits 1985, nachdem ein Jahr zuvor Designstudien angestellt wurden. Aber nur einige Abteile sind hierbei umgestaltet worden. Er wurde in der AWst in Frankfurt am Main umgebaut und danach der Hauptverwaltung der DB vorgestellt. 1987 entstanden zwei weitere Prototypen der ersten und zweiten Wagenklasse. Bis auf die feststehenden und nicht zu öffnenden Fenster entsprachen sie sehr weitgehend der Regelausführung, deren Fertigung ebenfalls noch 1987 bzw. 1988 aufgenommen wurde.
Die Auslieferung des ersten Wagens wurde am 11. Mai 1987 in Weiden gefeiert. Zu den Gästen zählten Bundesverkehrsminister Jürgen Warnke und Bundesbahn-Chef Reiner Maria Gohlke.
Im ehemaligen DB-Ausbesserungswerk, welches nun unter Partner für Fahrzeugausstattung (PfA) firmierte, wurden in Weiden DB-Schnellzugwagen der Bauarten Am203, ABm225 und Bm234/235 zu Wagen der ersten Klasse Aim260/261 und ARkimbz262 (Bistro Café-Wagen), sowie zu Wagen der zweiten Klasse Bim263/264 und später Bimd268 (mit Fahrradabteil) umgebaut. Die PFA hatte vor Betriebsaufnahme insgesamt 34 Wagen umgebaut (acht Aim, 22 Bim und vier Bistro Café-Wagen ARbuimz162, Umbau aus ABm). Wegen interner Schwierigkeiten im Werk der PfA wurde von August 1987 bis 1990 ein Teil der Wagen im Ausbesserungswerk München-Neuaubing der DB umgebaut. Ab 1990 war das Werk Neuaubing nur noch für die Abnahme der in Weiden umgebauten Wagen zuständig.

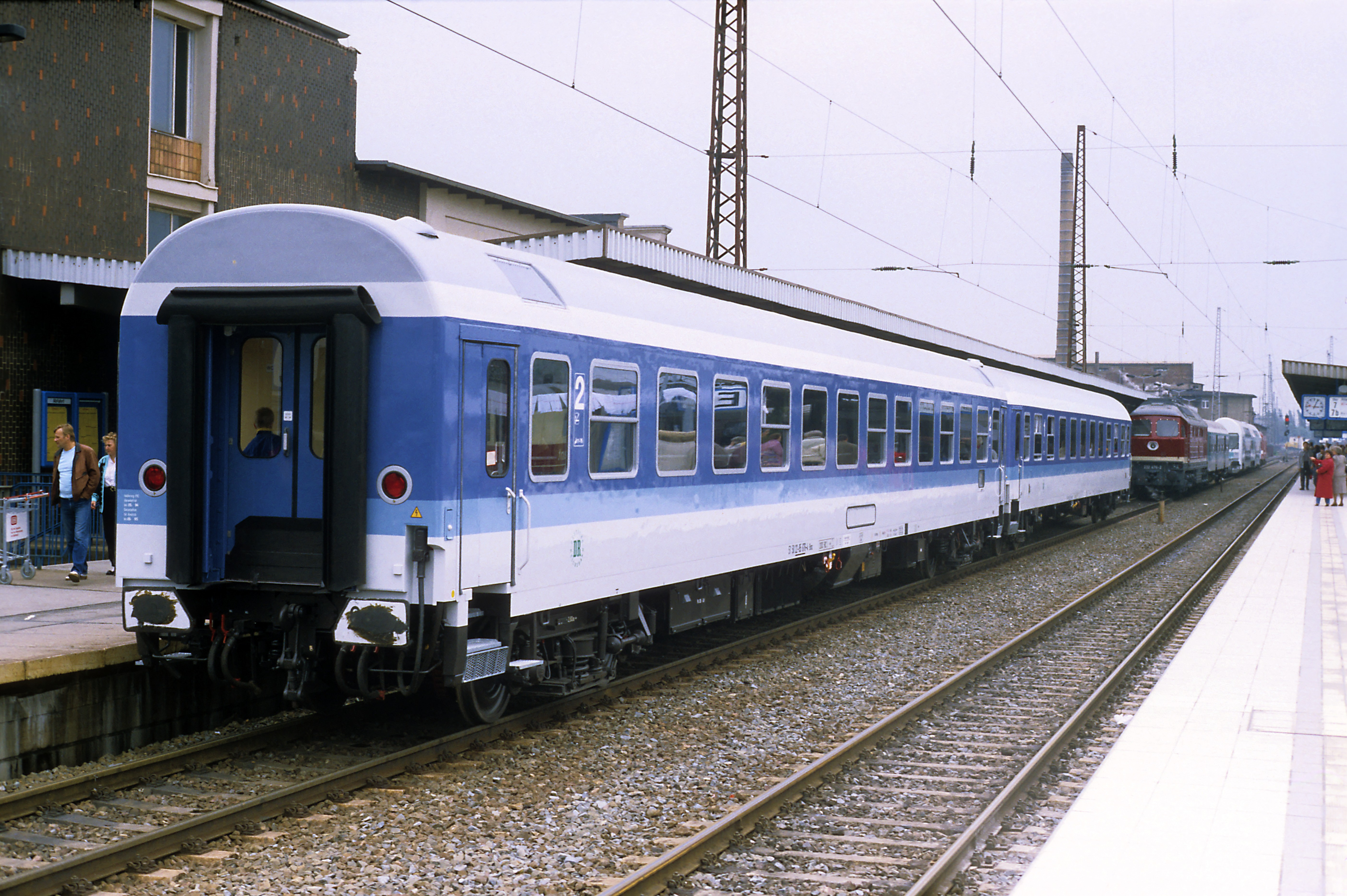
Interregio-Wagen im Anlieferungszustand, umgebaut aus Abteilwagen der Deutschen Reichsbahn

Um das in die neuen Länder ausgeweitete Netz ebenfalls mit IR-Wagen bedienen zu können, wurden ab 1991 im Raw Halberstadt für die Deutsche Reichsbahn ebenfalls Z-Wagen zu Interregio-Wagen umgebaut. Als Grundlage dienten hierbei teilweise neuwertige Wagen der DR (Baujahre 1984 bis 1990) der Gattungen Am201, ABom222 und Bom280 aus Halberstädter Produktion, die auf Drehgestellen der Bauart GP200 liefen und lauftechnisch eine Geschwindigkeit von 200 km/h ermöglichten (Baureihen Am200, ABom226 und Bom281). Diese wurden nach dem Einbau einer Magnetschienenbremse für 200 km/h zugelassen.
Durch den Umbau entstanden die Gattungen Bimz256 (10 Exemplare), Bimz259 (238 Exemplare), ABimz265 (2 Exemplare) und Bimdz267 (10 Exemplare, mit Fahrradabteil). Eine Besonderheit dieses Umbaus war, dass die DR-Wagen neue Seitenwände bekamen (gedachte zwölf statt ursprünglich elf oder zehn Abteile). Durch die nun mit den Bundesbahn-Wagen übereinstimmende Zahl der Fenster konnte die Ausstattung der Bundesbahn-Wagen ohne größere Anpassungen übernommen werden. Allerdings entsprachen die Vor- und Einstiegsräume den Spezifikationen der UIC-Bauart Z (DB: UIC-X) und waren damit größer als die der DB-Wagen, die Abteile dagegen um ein Prozent kürzer (Länge des Fahrgastraums ohne Eingangsbereiche und Toilettenräume: 20 913 statt 21 060 Millimeter). Auffällig bei den Halberstädter Interregio-Wagen ist die von den in Weiden umgebauten Wagen abweichende Dachform, die von den Spenderwagen übernommen wurde und ein geschlosseneres Aussehen der Wagenzüge ergab.
Aus DR-Wagen wurden nur Wagen der zweiten Klasse umgebaut. Die Deutsche Reichsbahn übernahm aber durch Kauf von der Bundesbahn 27 umgebaute Erste-Klasse-Wagen (Aimz) sowie 23 Bistro Café-Wagen (ARkimbz). Einige dieser ehemaligen DB-Wagen wurden 1994 dann schon an die DB AG geliefert. Zudem lieferte der Waggonbau Bautzen 40 Abteilwagen der Bauart Amz210 an die Reichsbahn, die in IR-Lackierung in Interregio-Zügen eingesetzt wurden.
Einige andere Wagen wurden 1991 für den Einsatz auf den Neubaustrecken der DB hergerichtet. Es handelte sich um die Gattungen Aimz261.4 (28 Stück), Bimz264.4 (113 Stück), ARkimbz262.4 (13 Stück) und neun Fahrradwagen Bimdz268.4. Diese Wagen erhielten geschlossene Toiletten, neue Wasserbehälter (wofür ein Schließfachsegment entfiel) und die Ausrüstung für Notbremsüberbrückung (ep-Bremse). Ebenso wurden die Zuglaufschilder in die Türen verlegt. Zuvor plante die DB den Neubau von 50 Wagen erster, 160 Wagen zweiter Klasse sowie 30 Bistro Café-Wagen in druckdichter Ausführung für tunnelreiche Neubaustrecken. Mit dem Mauerfall 1989 und aus Kostengründen wurde dieses Vorhaben schon 1990 eingestellt.
1992 wurden in allen Interregio-Zügen Fahrradabteile mit je acht Stellplätzen eingerichtet. Die Planung von 1992 sah vor, einen Bestand von 1400 Interregio-Wagen aufzubauen. Im Jahr 1992 wurden 184 Wagen der Deutschen Bundesbahn sowie 209 der Deutschen Reichsbahn umgebaut, der Gesamtbestand auf 901 Wagen erhöht. Im gleichen Jahr war auch die Beschaffung von Neubaufahrzeugen für das Interregio-Netz vorgesehen, da man die Wagen nur als Übergangslösung für eine begrenzte Nutzungsdauer von 10 bis 20 Jahren ausgelegt hatte. Ende 1992 forderte die Deutsche Bundesbahn die Industrie zur Abgabe von Angeboten auf. Durch geänderte Bahnpolitik hat man dieses Projekt später abgeändert, entstanden sind daraus letztendlich die ICE-T-Triebzüge der Deutschen Bahn.
Am 28. Mai 1993 übergab die PfA den tausendsten Interregio-Wagen an die damalige Deutsche Bundesbahn.
Während bei den ersten Interregio-Wagen an jedem Wagenende Gepäckschließfächer eingebaut wurden, hat man dieses Ausstattungsmerkmal in den letzten Umbaujahren nach dem Umbau der ep-Wagen generell weggelassen.
Zuletzt wurden 1995 noch 20 Steuerwagen beschafft, die die Gattung Bimdzf269 trugen, um in den großen Kopfbahnhöfen wie München Hauptbahnhof, Frankfurt (Main) Hauptbahnhof oder Leipzig Hauptbahnhof geringere Wendezeiten bei den Zugläufen zu ermöglichen. Die Wagen entstanden unter Federführung von ABB Henschel mit LHB, Alcatel SEL aus DR-Wagen der Gattungen ABom226, einem Bom281 und zwei verunfallten Bimz259, die zwischen 1983 und 1992 für die Deutsche Reichsbahn gebaut wurden.
Weitere zwölf Steuerwagen der Gattung Bimdzf269.2 waren vor allem für den Einsatz auf der IC-Linie 8, München–Nürnberg–Leipzig–Berlin–Hamburg gedacht. Sechs davon waren orientrot-pastellviolett lackiert und sechs in verkehrsrot-lichtgrau. Diese Steuerwagen mit IR-Einrichtung waren ohne untere Kupplungsabdeckung ausgeführt, da sich diese als störanfällig erwies. Später wurde diese Klappe auch bei den Bimdzf269.0 entfernt.
Weitere Wagen in IR-Lackierung waren 40 Amz210 aus dem Waggonbau Bautzen von 1991, die weitgehend der Halberstädter Bauart entsprachen und Schwenkschiebetüren besaßen. Eine IR-Einrichtung erhielten sie nie. Diese Wagen wurden später zu Gemischt- oder Zweite-Klasse-Wagen deklassiert und sind mittlerweile abgestellt oder verkauft. Sie sind in modernisierter Form teilweise im bayerischen und privat betriebenen alex zu finden. Ebenso wurde ein Erste-Klasse-Y/B 70-Wagen der Deutschen Reichsbahn „versehentlich“, wie es hieß, in IR-Farben lackiert, ohne Anpassungen an der Inneneinrichtung.

### Liste der umgebauten Interregio-Wagen (DB, DR und DB AG)
| IR-Bauart         | Ursprung               | Bahnver- waltung | Anzahl |
| ----------------- | ---------------------- | ---------------- | ------ |
| Bimz256           | Am201, ABom222         | DR               | 10     |
| Bimz259           | Am201, ABom222, Bom280 | DR               | 238    |
| Aim260, Aim261    | Am203, ABm225          | DB, DR           | 155    |
| ARkimbz262        | ABm225                 | DB               | 155    |
| Bim263, Bimz264   | Bm234, Bm235           | DB               | 563    |
| ABimz265          | Am201                  | DR               | 2      |
| Bimdz267          | Am201, ABom222, Bom280 | DR               | 62     |
| Bimd268, Bimdz268 | Bm234, Bm235           | DB AG            | 132    |
| Bimdzf269         | Am201, ABom222, Bom280 | DB AG            | 20     |
| Bimdzf269.2       | Am201, ABom222, Bom280 | DB AG            | 12     |

### Weiternutzung nach Abschaffung der Zuggattung Interregio

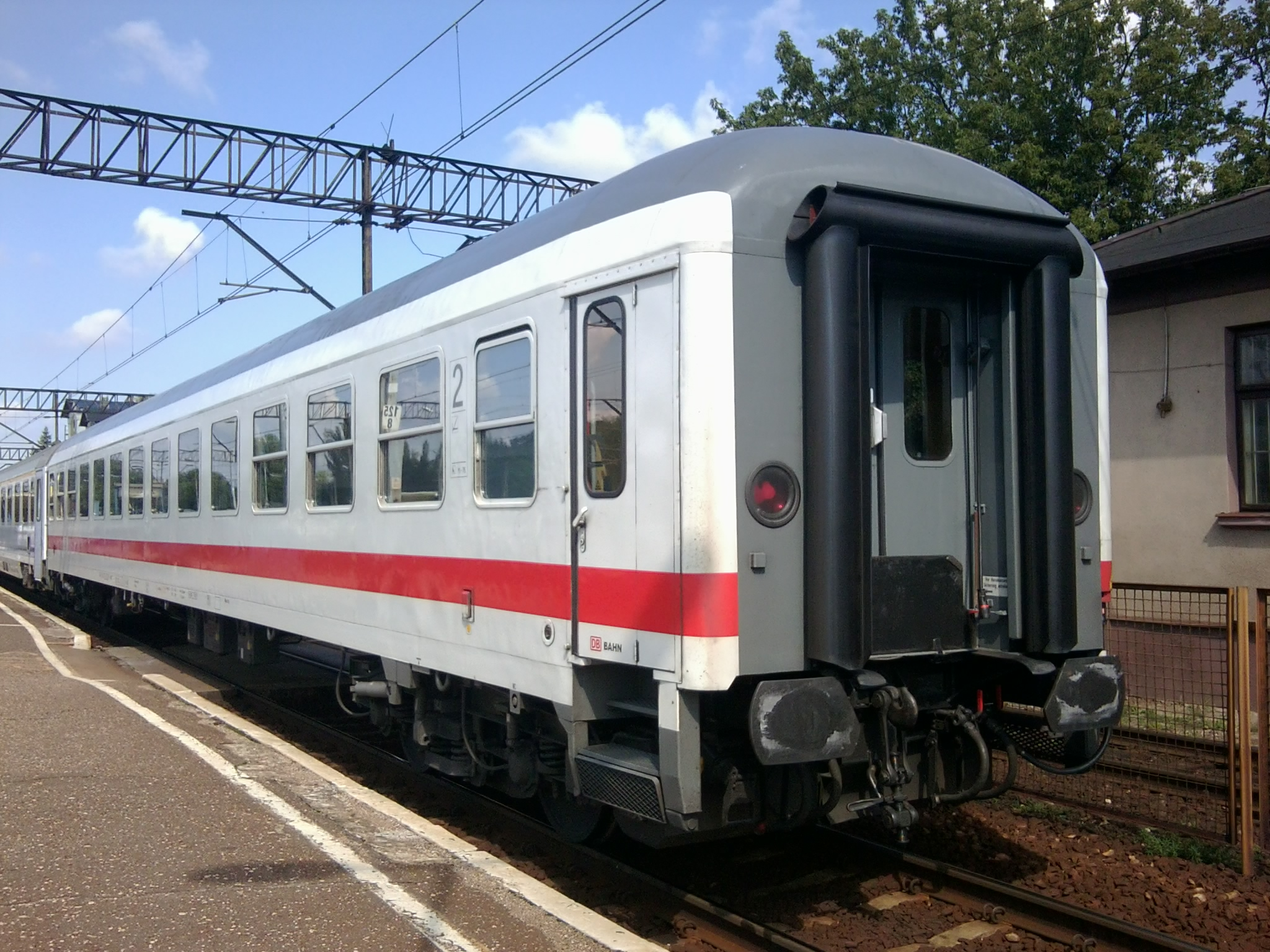
Ein ehemaliger Interregio-Wagen, hier eingesetzt im EuroCity Berlin-Warszawa-Express (2011)

In den 2000er und 2010er Jahren war ein Teil der ehemaligen Interregio-Wagen in vielen Intercity-Zügen im ICE-Farbschema im Einsatz. Während bei einigen Intercity-Zügen nur wegen des Fahrradabteils Interregio-Wagen mitgeführt wurden, bestand bei anderen der gesamte Zug – abgesehen von den reinen Erste-Klasse-Wagen – aus ehemaligen Interregio-Wagen. Die ehemaligen Erste-Klasse-Wagen wurden nicht in Intercity-Zügen eingesetzt und großteils schon früh abgestellt. Die Bistro Café-Wagen mit Erste-Klasse-Abteil ersetzten in Intercity-Zügen die dort vormals eingesetzten Speisewagen und Halbspeisewagen. Die beiden gemischtklassigen Interregio-Wagen wurden zu Zweite-Klasse-Wagen deklassiert.
Obwohl für EC-Züge grundsätzlich Wagen mit Klimaanlagen vorgeschrieben sind, wurden in diesen zeitweise Interregio-Wagen mit Fahrradabteil eingesetzt, um die Fahrradmitnahme zu ermöglichen.
Nach Abschaffung des Interregio blieben die aus dem Bestand der Deutschen Bundesbahn stammenden Wagen, abgesehen von den Aimz-Wagen, länger im Einsatz als die von der Deutschen Reichsbahn stammenden Wagen. Letztere wurden, trotz ihrer deutlich jüngeren Substanz, schneller abgestellt. Begründet wurde dies mit Korrosionsproblemen, die durch die beim Umbau ausgewechselte Seitenwand der DR-Wagen als Folgeschäden eingetreten seien. Sie wurden teilweise ins Ausland verkauft, so beispielsweise in die Türkei und 2014 in den Iran.

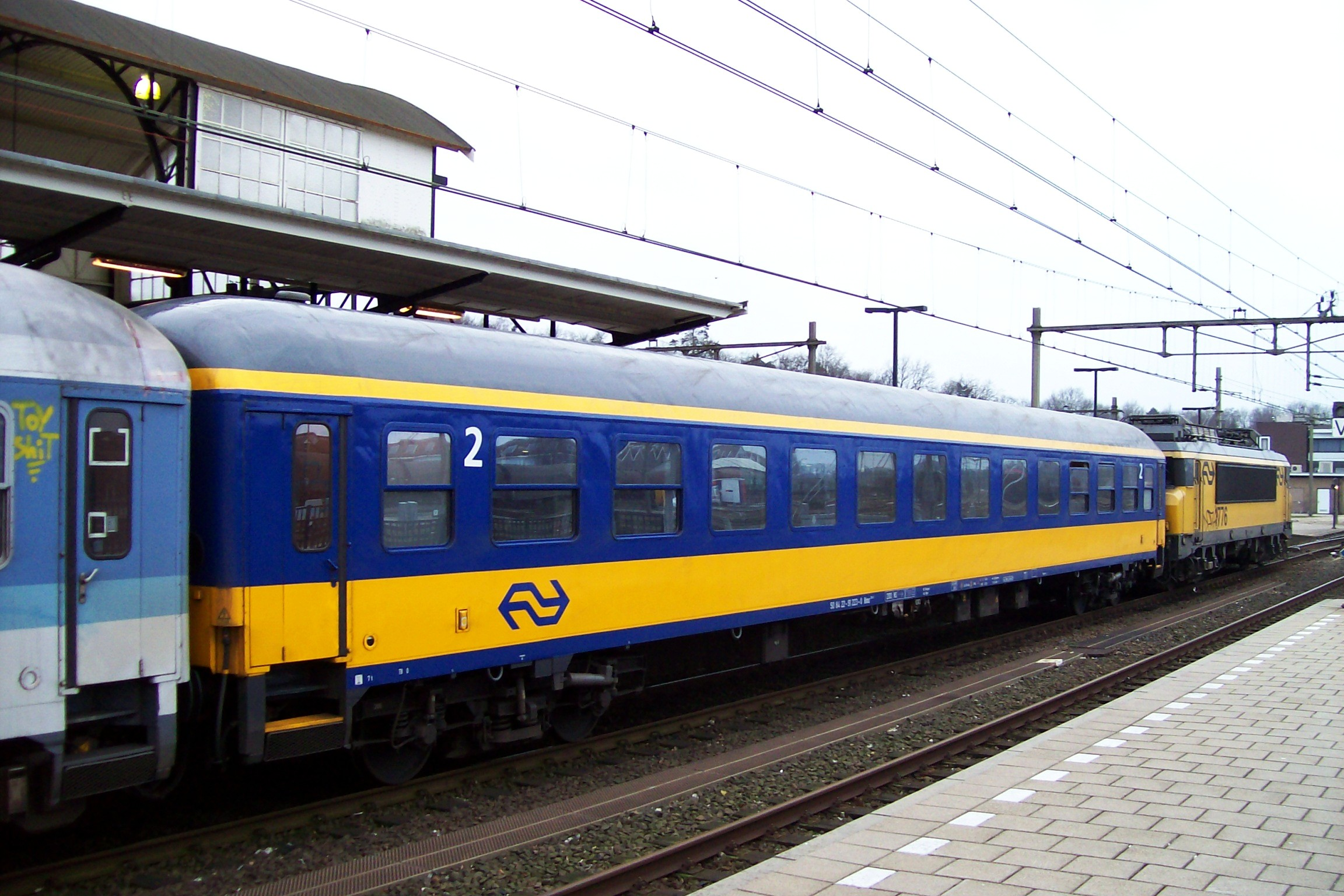
Ehemalige IR-Wagen im Einsatz in den Niederlanden

Ehemalige Wagen der Deutschen Bundesbahn hingegen wurden teilweise an die Niederländischen Eisenbahnen (NS) abgegeben, die Außenlackierung wurde hier allerdings dem aktuellen Farbschema der NS (gelb-blau) angepasst, während die Innenausstattung original belassen wurde.
Eine größere Zahl ehemaliger Interregio-Wagen wurde an verschiedenen DB-Unternehmensstandorten oder durch externe Schrottverwertungsgesellschaften verschrottet. Grund hierfür war teilweise auch das hohe Alter der ehemaligen Spenderwagen (was man in Kauf genommen hatte, da man beim Interregio-Konzept von einer Nutzungsdauer der umgebauten Wagen von lediglich 10 bis 20 Jahren ausgegangen war).

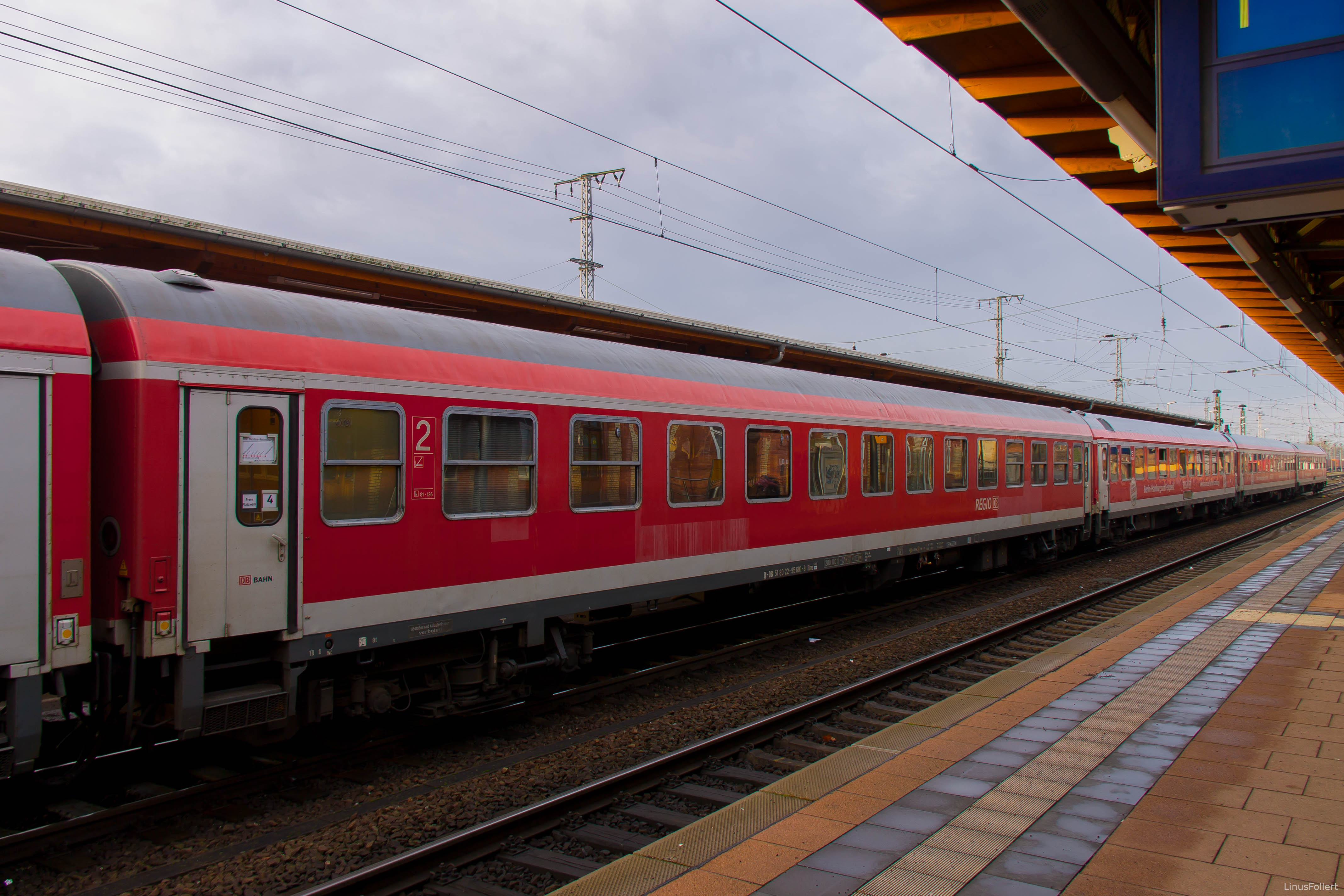
Ehemaliger Interregio-Wagen im IRE Hamburg – Berlin (2016)

Bis Frühjahr 2020 verschwanden die ehemaligen Interregio-Wagen weitgehend aus den Intercity-Zügen der DB Fernverkehr. Die ehemaligen Interregio-Steuerwagen, die ab 2012 umfangreich modernisiert wurden (Bimmdzf287), verkehrten planmäßig bis Dezember 2022. Die ehemaligen Bistro Café-Wagen, die großteils ebenso modernisiert wurden und dabei wie die Steuerwagen eine komplett neue Bestuhlung erhielten, wurden im Dezember 2023 abgestellt.
Einige IR-Wagen der zweiten Klasse verkehrten zuletzt in Interregio-Express-Zügen und trugen hierfür die verkehrsrote Lackierung des Geschäftsbereichs DB Regio. Während der Einsatz im Schleswig-Holstein-Express Mitte der 2010er Jahre endete, bestand der Interregio-Express von Berlin nach Hamburg bis zu seiner vorläufigen Einstellung 2021 ausschließlich aus ehemaligen Interregio-Wagen Halberstädter Herkunft. Hierfür wurden bereits abgestellte Wagen mit Fahrradabteil (Bimdz546.9, zuvor als Bimdz267 bezeichnet) reaktiviert.
Die Züge des Fernverkehrsanbieters Flixtrain setzten sich bis zum Frühjahr 2020 zu großen Teilen aus ehemaligen Interregio-Wagen der Deutschen Bahn zusammen, deren Ausstattung weitestgehend original war. Zur Jahresmitte 2020 präsentierte Flixtrain den bisher umfassendsten Umbau von Interregio-Wagen überhaupt: Hierbei wurden die Wagen komplett entkernt und zu Großraumwagen umgebaut. Durch die wieder eingebauten Wellendecken und die beibehaltene Fensteraufteilung mit Übersetzfenstern ist ihr Ursprung dennoch erkennbar. Insgesamt sollen durch die Talbot Services GmbH 135 Wagen umgebaut und für 15 Jahre unterhalten werden.
| Bauart       | Ursprung                       | Einsatz      | Anzahl Sitzplätze    |
| ------------ | ------------------------------ | ------------ | -------------------- |
| ARkimbz266   | ARkimbz262                     | ausgemustert | 33                   |
| Bimmdzf287.0 | Modernisierung aus Bimdzf269   | ausgemustert | 40 (+ 5 Klappsitze)  |
| Bimmdzf287.2 | Modernisierung aus Bimdzf269.2 | ausgemustert | 40 (+ 5 Klappsitze)  |
| ARkimmbz288  | Modernisierung aus ARkimbz262  | ausgemustert | 33                   |
| Bimdz546     | Bimdz267                       | ausgemustert | 55 (+ 11 Klappsitze) |
| Bimz546      | Bimz259                        | ausgemustert | 60 (+ 6 Klappsitze)  |
| Bmmbz138     | Umbau aus WRmbz138             | Flixtrain    | 62                   |
| Bmmbz266     | Umbau aus ARkimbz266           | Flixtrain    | 62                   |
| Bmmz264      | Umbau aus Bimz264              | Flixtrain    | 100                  |
| Bmmdz268     | Umbau aus Bimdz268             | Flixtrain    | 100                  |

## Abschaffung des Interregios

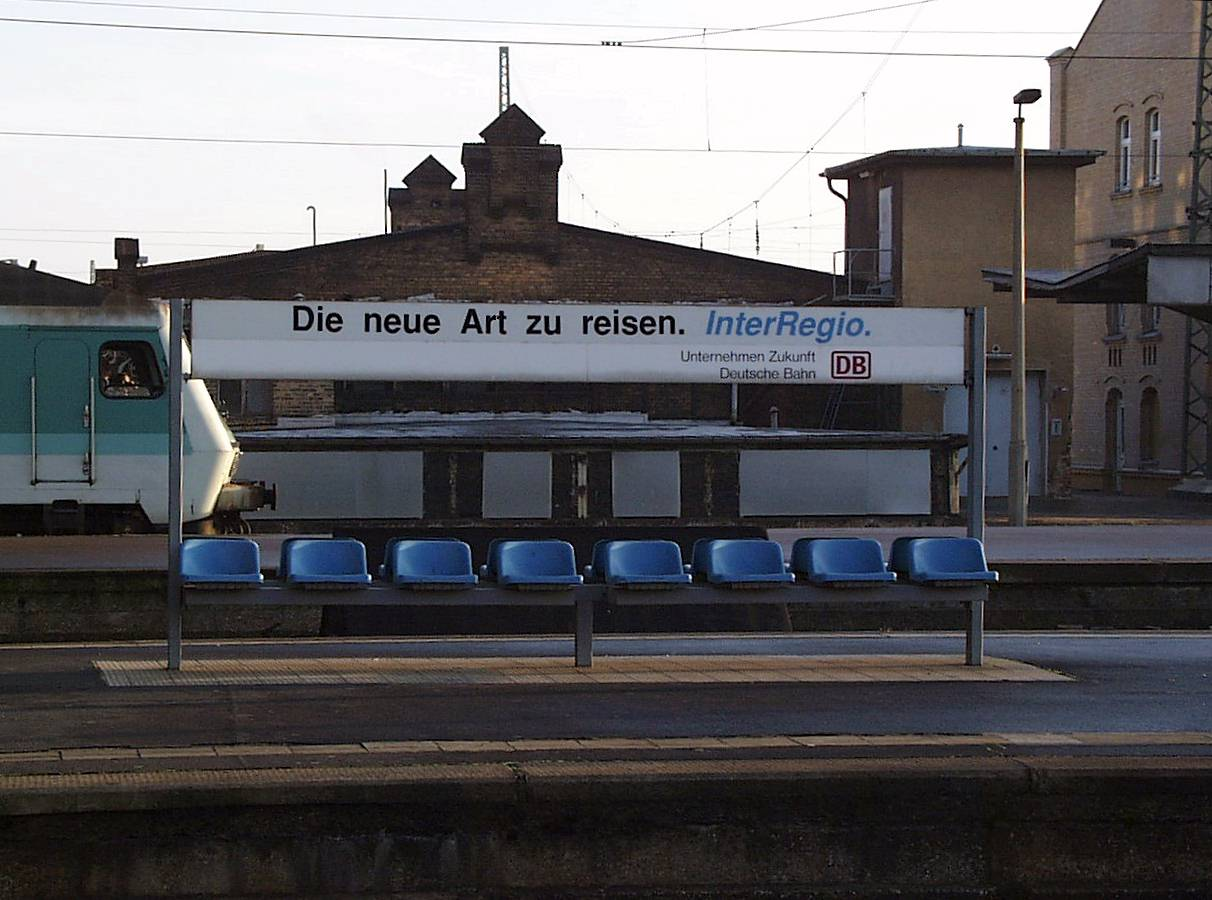
„Die neue Art zu reisen“ – Interregio-Werbung in Halle (Saale) Hbf – 2000

Die Deutsche Bahn führte das von ihren Vorgängerbahnen übernommene Interregio-Angebot zunächst fort und baute es weiter aus, begann aber bald mit der Einstellung einzelner Verbindungen. Zunehmend wurde allerdings schon davor das bisherige Produktkonzept verlassen. Als erster Schritt wurden IR-Linien nicht mehr in ihrem charakteristischen Zwei-Stunden-Takt bedient. Ebenso wurde oft auf den Einsatz von Bistro Café-Wagen und sogar von modernisierten Wagen verzichtet.
Die Interregio-Linien wurden zum Fahrplanwechsel am 15. Dezember 2002 weitgehend in Intercity-Linien umgewandelt. Erhalten blieben die IR-Linien 14 Chemnitz–Riesa–Berlin, 94 Dresden–Görlitz–Breslau sowie einzelne Züge in Ferienregionen. Im Zuge der Preisreform zum selben Tag verteuerten sich IR-Zeitkarten um bis zu 8,9 Prozent. Der Preis von IC-Zeitkarten wurde dabei um 6,4 Prozent gegenüber dem vorherigen Niveau gesenkt. Für Jahreskarten galt eine Übergangsfrist: Bis 15. Dezember 2002 erworbene IR-Jahreskarten hatten, ohne Aufpreis, auch in IC Geltung. Bis dahin galt der Interregio als eine beliebte, preisgünstige Alternative zum IC/ICE.
Inzwischen hatten die Ländertickets und ähnliche Angebote des Nahverkehrs besonders an den Wochenenden zu einem deutlichen Rückgang der Fahrgastzahlen geführt. Mit der Ausdehnung des ICE-Netzes waren vielfach als unwirtschaftlich angesehene Parallelverkehre zwischen dem durch neue Fahrzeuge deutlich attraktiveren Nahverkehr, dem IR und dem ICE entstanden, welche es zu entflechten galt. Erschwerend kam hinzu, dass beim Übergang von den Staatsbahnen auf die Deutsche Bahn AG der ICE-Verkehr noch defizitär war, während der Interregio kostendeckend war.
Die Aufgabe des IR-Netzes im Dezember 2002 und die damit verbundene Streichung von Fernverkehrszügen oder die Umwandlung in höhertarifierte Züge löste überall dort große Proteste aus, wo plötzlich ganze Regionen vom Bahnfernverkehr abgeschnitten wurden. Einige Verbindungen fielen ganz oder in Teilabschnitten weg und wurden von deutlich besser ausgelasteten Regionalzügen bedient, während auf rentableren Strecken die IR- in teurere IC- oder ICE-Züge umgewandelt wurden, ohne dass sich Reisegeschwindigkeit und Komfort wesentlich erhöhten. Wegfallende IR-Strecken verbesserten das Passagieraufkommen im Nahverkehr, der durch neue Fahrzeuge – trotz oftmals häufigeren Halten – die Fahrzeiten durchaus halten konnte.
Im November 2000 brachte die PDS-Fraktion im Deutschen Bundestag einen Antrag an die Bundesregierung zum Erhalt des Interregios ein.
Die Deutsche Bahn ersetzte bei einigen IC-Zügen die bisherigen Speisewagen durch Bistro Café-Wagen des Interregios. Diese eigentlich kundenfreundliche Maßnahme, den gefälligeren und preislich günstigeren Bistrobetrieb in IC-Zügen einzusetzen und Fahrgästen mit mittleren und kürzeren Reisestrecken ein passendes Gastronomieangebot anzubieten, wurde im Allgemeinen als Qualitätseinbuße ausgelegt.
Initiativen und Fahrgastverbände – wie etwa Pro Bahn, VCD, Bürgerbahn statt Börsenbahn oder der DBV – sowie ehemalige Mitarbeiter der DB AG bezweifeln auch die Angaben der Bahn zur Unrentabilität bestimmter Strecken, zumal die Deutsche Bundesbahn oder Deutsche Bahn AG wenige Jahre zuvor noch die Interregios als mit Abstand nachfragestärkste Züge vor anderen Fernreisezügen wie dem Intercity oder Intercity-Express angab. Die Kritiker vermuteten, dass die DB AG damit die Bundesländer vermehrt zur Bestellung und Bezahlung von Ersatzleistungen in Form von über weite Strecken durchlaufenden Nahverkehrszügen bewegen wollte. Dem steht gegenüber, dass Länder wie Nordrhein-Westfalen und Rheinland-Pfalz den Nahverkehr verdichten wollten, ohne dass dafür die Streckenkapazitäten zur Verfügung standen. Vielfach wird auch eine systematisch durchgeführte und gewollte Verschlechterung von Angebot, Qualität und Wartungs-/Reinigungsintervallen seitens der DB AG kritisiert, welche aber auch daraus resultierte, dass die DB Kosten senken musste und eher unvorhergesehene Reibungseffekte auftraten.
Auch zu hohe Renditevorgaben in Zusammenhang mit der geplanten Bahnprivatisierung werden in diesem Kontext als Ursache der IR-Einstellungen vermutet.
Weitere Folge der Abschaffung des IR-Netzes ist eine Verschlechterung des kostenfreien Beförderungsangebots für Schwerbehinderte. Im SGB IX ist die Unentgeltliche Beförderung von Schwerbehinderten in zuschlagfreien Schnellzügen im 50-Kilometer-Umkreis vom Wohnort sowie im Verbundverkehr vorgesehen. Diese Regelung wurde auf den IR ausgedehnt, wenn der IR für Verbundfahrausweise freigegeben war oder der Inhaber des Ausweises sich im 50-Kilometer-Umkreis vom Wohnort bewegte.
Der Vorstandsvorsitzende der Deutschen Bahn AG Richard Lutz begründete im Jahr 2019 die damalige Einstellung des Interregios mit einer zu geringen Nachfrage.

## Fortbestand des Interregios und Ersatzverkehre
Trotz der offiziell verkündeten Streichung des Interregio-Verkehrs blieb die Zuggattung zunächst noch auf zwei Linien erhalten, wenn diese auch weder einen Zweistundentakt noch ein Bistro Café aufwiesen: Bis zum 11. Dezember 2004 wurden IR-Züge auf den Strecken Dresden–Görlitz–(Breslau) und bis zum 27. Mai 2006 Berlin–Chemnitz eingesetzt. Mit ihrer Einstellung zum Fahrplanwechsel am 28. Mai 2006 verschwand der letzte Rest des Interregionetzes. In der Fahrplanperiode vom 28. Mai bis zum 10. Dezember 2006 wurden Regional-Express-Züge, die von den Ländern Brandenburg und Sachsen bestellt wurden, eingesetzt. Diese fuhren an Werktagen zweimal täglich auf der Strecke Chemnitz–Berlin. Zum Einsatz kamen unter anderem IR-Wagen, welche aber, wie bereits früher geschehen, in die Nahverkehrsfarben (zum Großteil verkehrsrot) umlackiert wurden. Ein Zugpaar verkehrte nur sonntags.

### Interregio-Ersatzverkehre

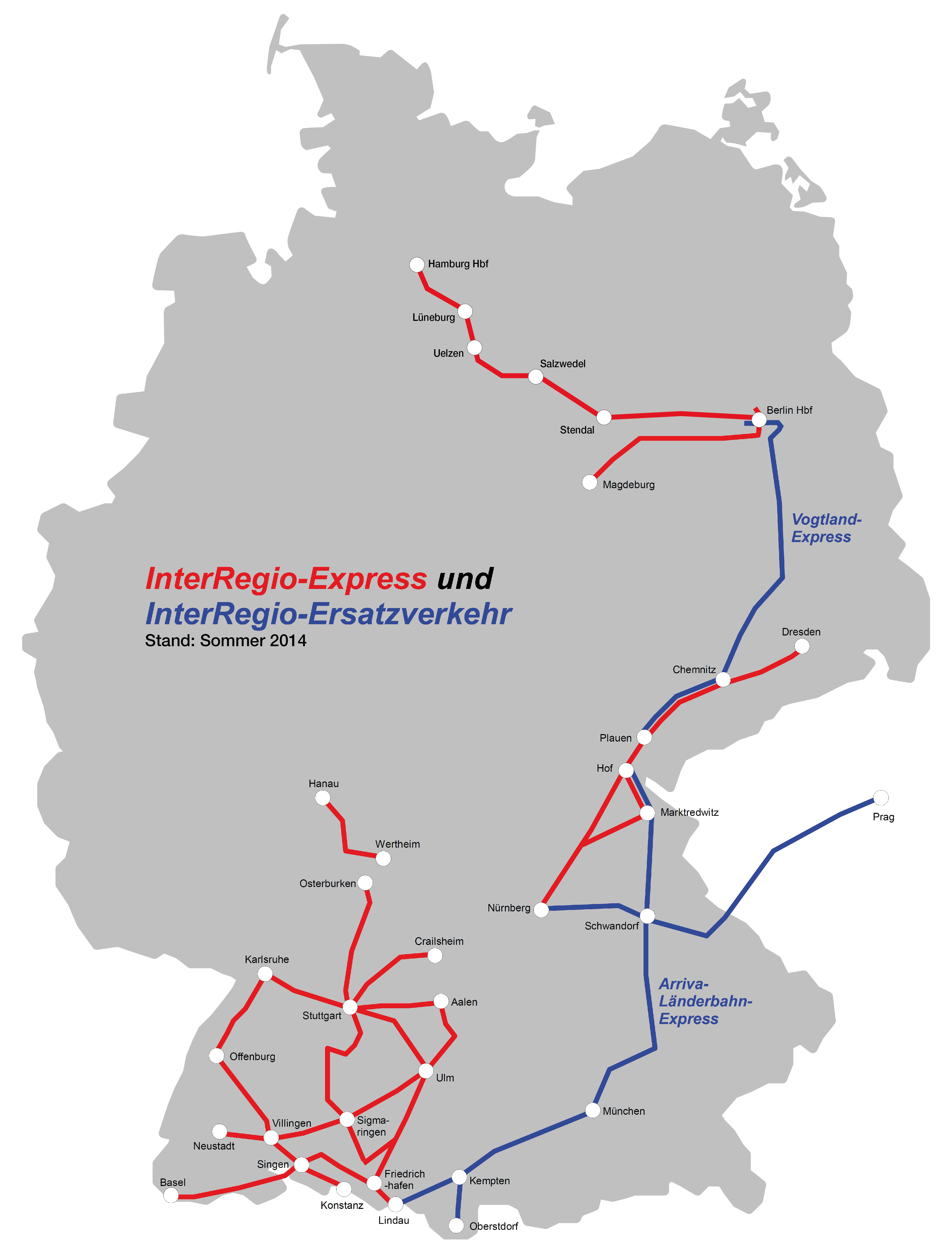
Interregio-Ersatzverkehr 2014

Auf manchen Strecken verkehrten nach 2002 auf Drängen der Länder weiterhin IR-Wagen, jedoch nun als Regional-Express oder Interregio-Express, wie der Vier-Länder-Express München–Marktredwitz–Hof–Gera–Leipzig (2007 eingestellt) oder der Bayern-Böhmen-Express München–Prag. Auf anderen Strecken kommen andere Zuggattungen – teils auch anderer EVU – zum Einsatz. Hier eine Liste dieser Ersatzverkehre:
- Auf einem Teilstück der ehemaligen IR-Linie 25 Hof–München–Oberstdorf verkehrte ab Dezember 2003 zwischen München, Kempten, Sonthofen nach Oberstdorf der Allgäu-Express, kurz ALEX. Dieser Zug wurde gemeinsam von der Länderbahn und der SBB GmbH betrieben. Seit Dezember 2007 wurde der ALEX als Arriva-Länderbahn-Express gefahren, seit dem Verkauf und der Umfirmierung von Arriva Deutschland zu Netinera 2010 schließlich als alex.
- Eine Ausschreibung für die Teilstrecke München–Hof mit dann täglich fünf Zugpaaren und einer Abzweigung Richtung Cham–Furth im Wald und weiter nach Prag (vier Zugpaare, davon zwei aus Nürnberg) ergab als Sieger die Regentalbahn, welche diese Verbindung ab dem Fahrplanwechsel im Dezember 2007 mit modernisierten Wagen in IR-Qualität ebenso unter dem Namen ALEX betreibt.
- Zwischen Hamburg und Flensburg und weiter ins dänische Padborg (Pattburg) verkehrte zunächst die Flex Verkehrs-AG und später die Nord-Ostsee-Bahn mit ihrem „Flensburg-Express“ im Zwei-Stunden-Takt. Diese Verbindung wird nach erneuter Ausschreibung durch das Land Schleswig-Holstein seit Dezember 2005 durch Regional-Express-Züge mit der Bezeichnung „Schleswig-Holstein-Express“ der DB Regio ersetzt. Hierfür wurden bis Dezember 2015 leicht modifizierte IR-Wagen eingesetzt, inzwischen verkehren Doppelstockwagen.
- In Baden-Württemberg wurde als Ersatz für den Interregio die Zuggattung Interregio-Express eingeführt. Hierfür wurden moderne Doppelstockzüge angeschafft, die nun im Zwei-Stunden-Takt beispielsweise Stuttgart und Karlsruhe, bzw. Stuttgart und Lindau miteinander verbinden.
- Zwischen Oldenburg (Oldb) und Wilhelmshaven verkehrt statt des Interregios die NordWestBahn mit Nahverkehrszügen als IR-Ersatz.
- Von April 2014 bis 2020 betrieb die DB Regio Nordost eine als Interregio-Express geführte Verbindung zwischen Berlin und Hamburg.[62][63][64]

Einen wirklichen Ersatzverkehr stellen die beschriebenen Züge jedoch meistens nicht dar. Anhaltspunkt dafür sind zum Beispiel der teilweise sinkende Komfort, obwohl viele Ersatzzüge Klimaanlagen hatten, die je nach Verbindung verlängerten Fahrzeiten, die Angebotsausdünnungen, die es teilweise gab (weniger oder unvertaktete Verbindungen), und die kaum koordinierte Existenz, Form und Qualität der verschiedenen Ersatzzüge. Es gibt aber auch Gegenbeispiele. So sank beispielsweise zwischen Dresden und Nürnberg die Fahrzeit trotz nötigen Umstiegs in Hof durch Einsatz von Neigetechnikfahrzeugen zwischen Hof und Nürnberg gegenüber den durchgehenden lokomotivbespannten Interregio-Zügen, auch wenn seit der Einstellung des eigenwirtschaftlich betriebenen, durchgehenden Franken-Sachsen-Expresses diese Verbindung kein Interregio-Ersatzverkehr mehr ist.

### Übersicht der IR-Ersatz-Linien
| Name                           | Betreiber                          | Strecke(n) | Status |
| ------------------------------ | ---------------------------------- | --- | --- |
| alex Süd                       | Regentalbahn (Netinera)            | München – Buchloe – Kempten (Allgäu) – Immenstadt – Oberstdorf / Lindau | seit Dezember 2020 durch DB Regio mit Baureihe 612 betrieben                                                                                  |
| alex Nord                      | Regentalbahn (Netinera)            | München – Landshut – Regensburg – Schwandorf – Hof / Prag | |
| Schleswig-Holstein-Express     | DB Regio                           | Hamburg – Neumünster – Rendsburg – Flensburg | |
| Interregio-Express             | DB Regio                           | 1. Karlsruhe – Pforzheim – Vaihingen (Enz) – Stuttgart 2. Stuttgart – Göppingen – Ulm – Aulendorf – Ravensburg – Friedrichshafen – Lindau 3. Stuttgart – Schorndorf – Schwäbisch Gmünd – Aalen 4. Stuttgart – Backnang – Crailsheim 5. Karlsruhe – Offenburg – Donaueschingen – Singen – Konstanz 6. Basel Bad Bf – Waldshut – Singen – Friedrichshafen – Ravensburg – Ulm 7. Wendlingen – Merklingen – Ulm | seit Dezember 2024 verkehren alle Linien, die in Baden-Württemberg bisher als IRE geführt wurden, als Regionalexpress (RE).                   |
| Franken-Sachsen-Express        | DB Regio                           | Dresden – Chemnitz – Zwickau – Plauen (Vogtl) – Hof – Nürnberg | zum Dezember 2014 eingestellt, nun Umsteigen in Hof                                                                                           |
| Magdeburg-Berlin-Express       | DB Regio                           | Magdeburg – Berlin | zum 10. Dezember 2012 eingestellt |
| Harz-Berlin-Express            | Regionalverkehre Start Deutschland | Goslar / Thale – Halberstadt – Magdeburg – Potsdam – Berlin | von 11. Dezember 2005 bis 08. Dezember 2018 Transdev Sachsen-Anhalt vom 9. Dezember 2018 bis 14. Dezember 2024 Abellio Rail Mitteldeutschland |
| Vogtland-Express (eingestellt) | Vogtlandbahn                       | Plauen – Zwickau – Chemnitz – Riesa – Berlin | zwischen Juni 2005 und Oktober 2012 |
| München-Salzburg-Express       | DB Regio                           | München – Rosenheim – Traunstein – Freilassing – Salzburg | zum 14. Dezember 2013 Neuvergabe an Bayerische Oberlandbahn, Name wird nicht mehr genutzt                                                     |

## Tarif
Tariflich war der Interregio bei seiner Einführung dem Schnellzug, Fern-Express und Messe-Schnellzug gleichgestellt. Das heißt es galt der reguläre Kilometertarif, jedoch musste zu Fahrkarten bis 50 Kilometern (Zonen 1–7) sowie zu Streckenzeitkarten ein sogenannter D/IR-Zuschlag in Höhe von 3,00 D-Mark entrichtet werden, sofern der jeweilige Zug im Kursbuch links neben den Fahrplanzeiten als zuschlagpflichtig gekennzeichnet war. Ab Einführung des Preis- und Erlösmanagement Personenverkehr im Dezember 2002 gehörten die letzten damals noch verkehrenden Interregio-Züge, analog zu den Zügen des Schienenpersonennahverkehrs, der Produktklasse C an. Jedoch galten im Interregio auch weiterhin keine Ländertickets oder Verbundfahrscheine.